# 王毅
王毅（1953年10月—），北京人，中国共产党、中华人民共和国外交官及政治人物，副国级领导人，1969年9月参加工作，1981年5月加入中国共产党。现任中共中央政治局委员、中央外事工作委员会办公室主任兼任中华人民共和国外交部部长。是中共第十七至二十届中央委员、第二十届中央政治局委员。王毅早年曾在黑龙江生产建设兵团和邮电部情报所参加劳动，后进入北京第二外国语学院日语专业学习，获南开大学经济学硕士学位。
进入外交领域工作后，王毅曾先后在外交部亚洲司和驻日本使馆担任处长、参赞等基层职务。1995年始，历任外交部亚洲司司长、部长助理、政研室主任、副部长等职务。2004年，出任中国驻日本大使。2007年回国后先后担任外交部党委书记、副部长、中共中央台湾工作办公室主任等职务。2013年3月，接替杨洁篪出任外交部部长；2018年3月升任国务委员，并连任外交部长。2022年10月，中共二十届一中全会上，王毅以69岁之龄当选为中共中央政治局委员。2022年12月，第十三届全国人大常委会免去其外交部部长，接替杨洁篪出任中央外事工作委员会办公室主任。2023年7月25日，因担任外交部部长只有半年多的秦刚被免职，王毅再次被任命为外交部部长。

## 履历

### 早年
1953年10月，王毅生於北京市，1969年中学毕业后，王毅成为了一名知识青年，赴黑龙江省黑河地区插队，在黑龙江生产建设兵团六团一营八连先后担任战士、连通讯员，后来任营报道员、代理宣传干事。1977年2月，王毅返回北京等待分配，随后被分到邮电部情报所当工人。同年，恢复高考后的首次考试，24岁的王毅考入北京第二外国语学院亚非语系日语专业。1978年3月入学，由于他在入学前就有丰富的生活历练，被推选为日语二班班长。1981年底，28岁的王毅加入中国共产党，是当时北二外1977级第一个入党的学生。大学毕业时，他的学习成绩位列全年级第一。1982年毕业获文学学士学位。

### 进入外交部
大学毕业后，王毅被分配到外交部亚洲司，在日本处任科员，开始了职业外交生涯。进入外交部时，王毅已经29岁。然而，因为其背景，之后他在外交部创下了多项“最年轻纪录”，如最年轻的副处长、最年轻的司长、最年轻的副部长。有传闻称，王毅升职顺利是由于岳父钱嘉东的影响。《环球人物》称知情人表示此事与钱嘉东毫无关系。王毅从一名普通外交工作人员，到亚洲司的主管，再升任副部长，其間經過了19年。据称，王毅到外交部工作不久，就因为一份讲话稿引起了领导注意。1983年，中共中央总书记胡耀邦出访日本。当时在日本处当科员的王毅主要负责起草各种讲话稿。他为胡耀邦准备的这份讲话稿，胡耀邦仅仅修改了两处，并且还批上了“此稿写得很好！”
1989年9月至1994年3月，王毅历任驻日本使馆政务参赞、公使衔参赞、临时代办等职。回国后，即出任外交部亚洲司副司长；次年，晋升司长。1996年他在南开大学亚太经济合作组织研究中心攻读在职硕士研究生，获得世界经济专业经济学硕士学位。1997年8月至1998年2月，王毅被公派到美国乔治敦大学埃德蒙·A·沃尔什外事学院学习。回国后，担任外交部部长助理兼中华人民共和国外交部政策研究室主任。1999年9月起，王毅在外交学院远程攻读国际关系专业的博士学位，师从周启朋。2001年2月，48岁的王毅升任主管亚洲事务的副部长，成为当时外交部中最年轻副部长。
2003年8月，六方会谈第一轮会议在北京召开，王毅为中国代表团团长主持斡旋工作，并在2004年的第二轮、第三轮会谈中继续担任中方团长。由于当时小泉纯一郎出任日本首相后，中日关系滑向了建交以来的谷底；加之双方国内民族主义情绪高涨、以及朝鲜核危机的再次爆发，中日外交磨擦不断。在此情况下，2004年9月，王毅与武大伟互调，王毅担任驻日大使。然而随着小泉首相任內中日矛盾进一步激化，中日双方在钓鱼岛问题、日本历史教科书问题、东海油气田问题上连续出现对抗。2005年3月至4月，中国多地爆发反日示威活动。2005年5月23日，正在日本访问的国务院副总理吴仪以“要回国处理紧急公务”为由，突然取消原定与日本首相小泉纯一郎的会见。当日晚，外交部发言人孔泉称：“在吴仪副总理访日期间，日本领导人连续就参拜靖国神社问题发表不利于改善中日关系的言论，中方感到十分不满。”在他的努力下，2006年10月，新任日本首相安倍晋三对华进行访问，与中国建立“战略互惠关系”。而中华人民共和国国务院总理温家宝也对日本进行访问（史称“融冰之旅”）。
2007年回国后，王毅出任外交部党委书记、副部长；并在当年10月召开的中共十七大上，首次入选中央委员会委员。

### 出任中央台办主任
2008年6月，王毅接任陳雲林任中共中央台灣工作辦公室主任、国务院台湾事务办公室主任。在任五年期间，两岸关系得到明显改善，2008年6月开始海峡交流基金会与海峡两岸关系协会进行高层会谈（最初为江陈会议）。此外两岸实现航空、海运、邮路的“三通”，并签署《海峡两岸经济合作框架协议》（ECFA）。2012年10月6日，王毅在北京会见了以个人身份访问中国大陆的中华民国行政院前院长谢长廷。11月，王毅在中共十八大上当选第十八届中央委员会委员。

### 担任外交部长

#### 2013年

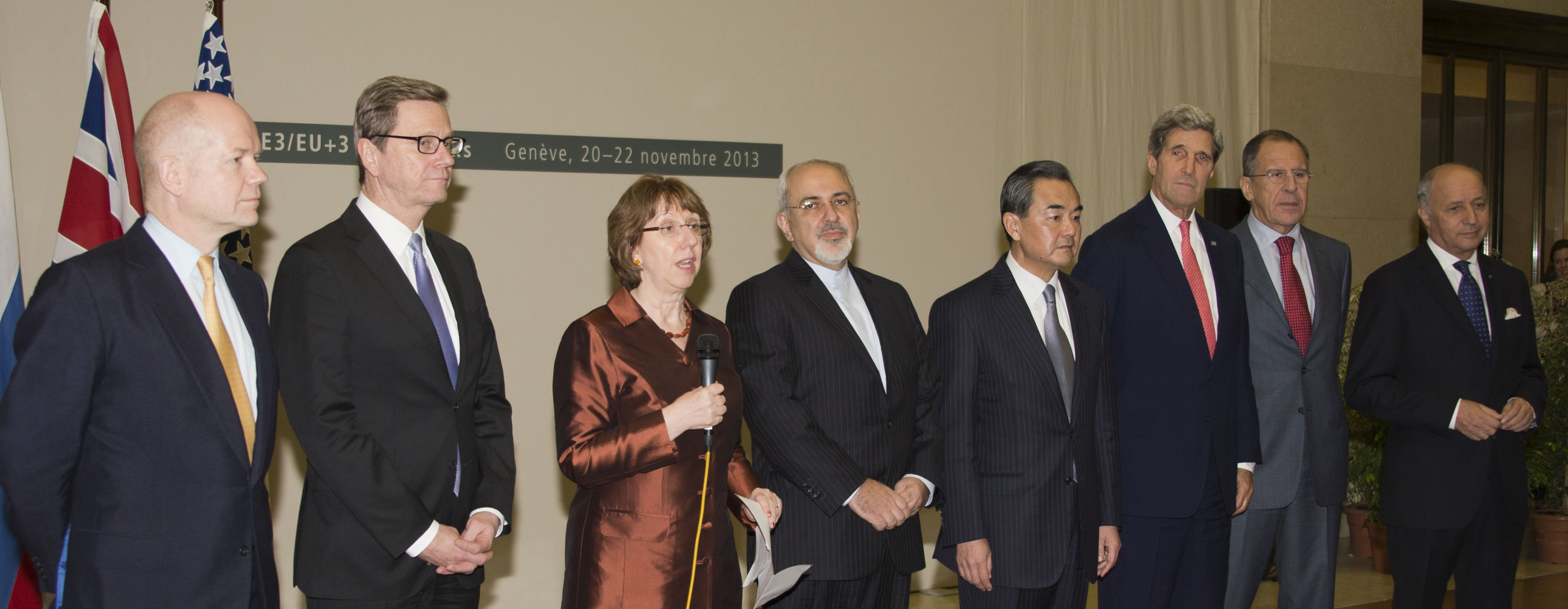
2013年11月，王毅在日内瓦出席伊朗核问题的六国会谈

2013年3月，在第十二届全国人大第一次会议上，王毅获新任总理李克强提名，并获全国人民代表大会表决通过为中華人民共和國外交部長人选。2013年，王毅率领的中国外交部开始主动进取，并在与各国会谈中提出“一带一路”等一系列重大的合作倡议。3月22日，中共中央总书记、国家主席习近平和夫人彭丽媛访问俄罗斯、坦桑尼亚、南非、刚果共和国四国，王毅陪同。2013年5月19日至27日，国务院总理李克强对印度、巴基斯坦、瑞士、德国进行正式访问，王毅陪同参加。5月31日，习近平访问特立尼达和多巴哥、哥斯达黎加、墨西哥、美国，王毅再次陪同出行。
10月24日，王毅陪同在华进行正式访问的印度总理曼莫汉·辛格在中共中央党校发表演讲。11月23日，王毅赴日内瓦出席伊朗核问题六国与伊朗对话会。12月17日，他率团分别访问巴勒斯坦、以色列、阿尔及利亚、摩洛哥、沙特。

#### 2014年

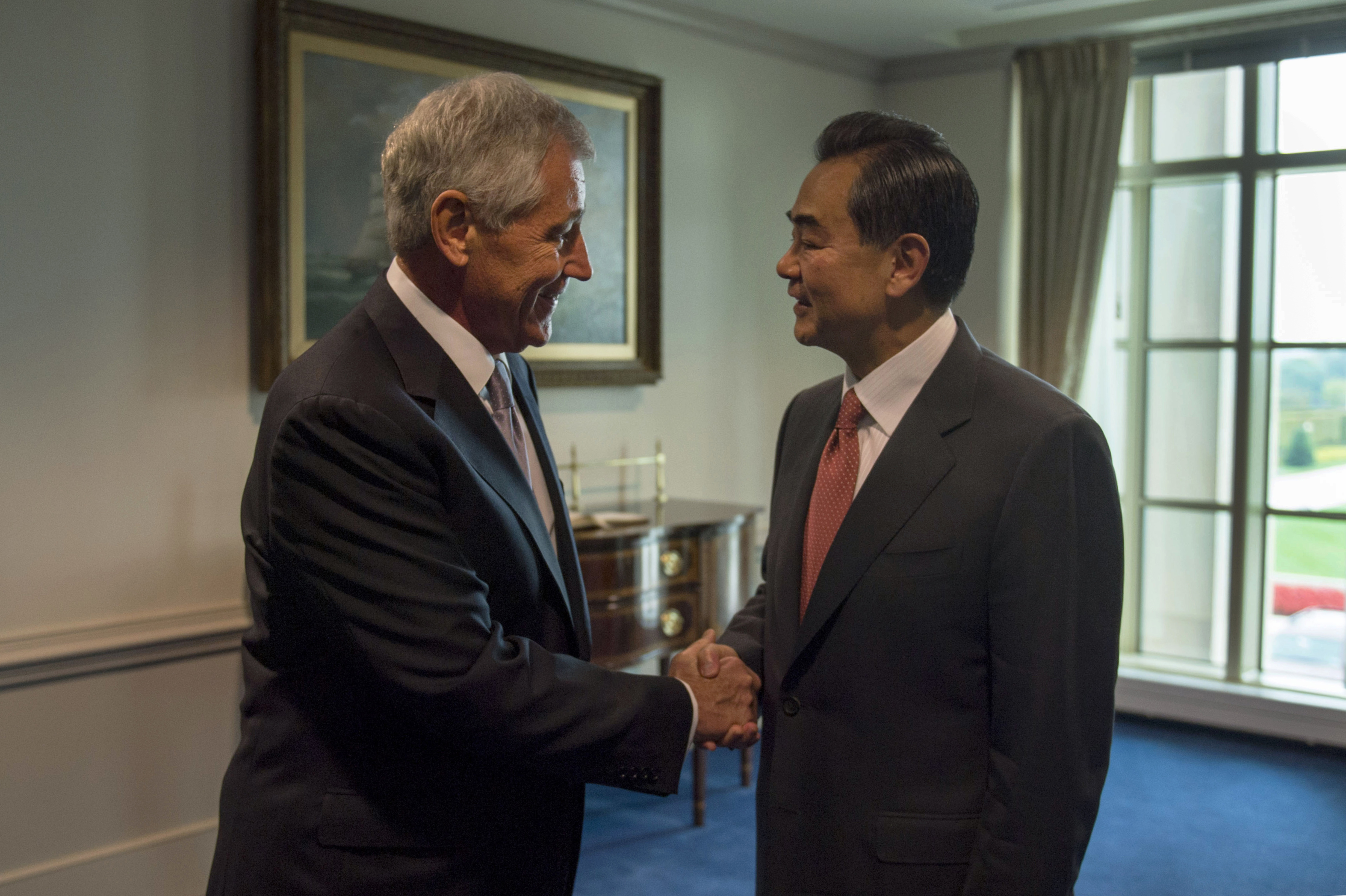
2014年10月1日，美国国防部长查克·哈格尔接待访美的王毅

2014年1月6日，王毅率团分别访问了埃塞俄比亚、吉布提、加纳、塞内加尔。1月22日，他赴瑞士出席叙利亚问题第二次日内瓦会议及世界经济论坛2014年年会。2月14日，他接待访问北京的美国国务卿约翰·克里。
4月18日，他启程访问古巴、委内瑞拉、阿根廷、巴西。5月26日出访韩国。6月8日，他以中国领导人习近平特使身份访问印度。7月30日，他出席上海合作组织外长会议并访问塔吉克斯坦、埃及、阿拉伯国家联盟总部。8月8日，他出席在缅甸内比都举行的中国—东盟（10+1）外长会、东盟与中日韩（10+3）外长会、东亚峰会（EAS）外长会和东盟地区论坛（ARF）外长会，并访问缅甸。
9月4日，访问新西兰、澳大利亚，期间同澳大利亚外长毕晓普共同主持第二轮中澳外交与战略对话。9月24日至28日，王毅代表中国出席第69届联合国大会一般性辩论。随后9月28日至30日访问墨西哥，并同梅亚德外长共同主持召开中墨政府间两国常设委员会第六次会议。9月30日至10月2日访问美国。11月2日，他访问印度尼西亚。11月24日，赴奥地利维也纳出席伊朗核问题全面协议谈判。12月26日，访问尼泊尔和孟加拉国。

#### 2015年
2015年1月10日，王毅开始非洲五国行，对肯尼亚、苏丹、喀麦隆、赤道几内亚、刚果民主共和国进行正式访问。1月12日，出席“支持伊加特南苏丹和平进程专门磋商”，协助处理南苏丹问题。1月16日，他与刚果民主共和国总统约瑟夫·卡比拉举行会晤。2月12日，相继访问巴基斯坦、阿联酋、伊朗。2月23日，王毅以安理会主席身份出席并主持联合国安理会公开辩论会。

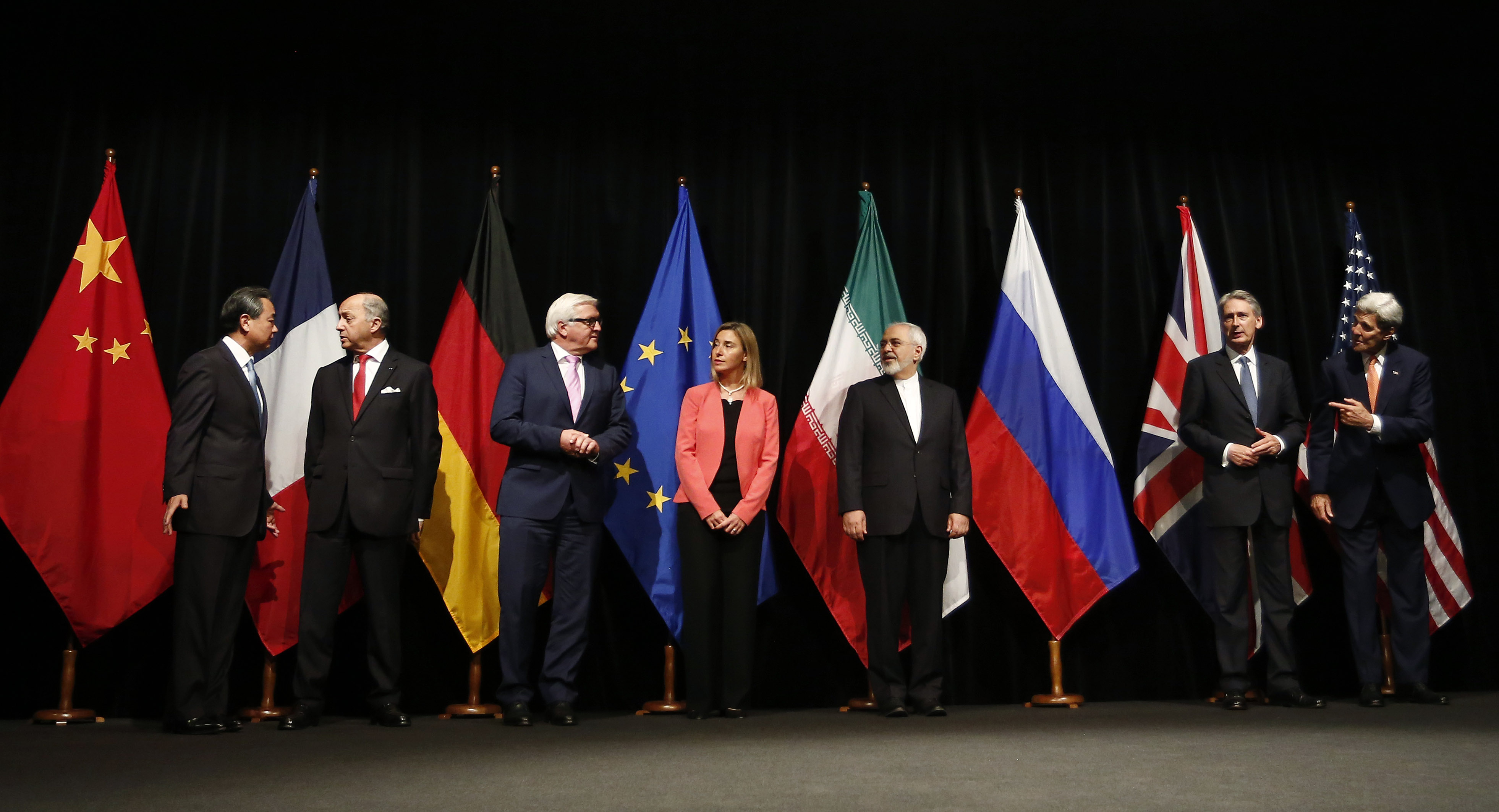
2015年7月14日，王毅代表中国，与其他五国共同签署《联合全面行动计划》

3月21日，抵达韩国出席第七次中日韩外长会。4月6日，出访俄罗斯。4月8日，出访白俄罗斯。4月14日，出访南非。6月3日，赴俄罗斯出席上海合作组织外交部长理事会会议、地区安全与稳定问题高级别会议，并对匈牙利、英国进行正式访问。6月24日至25日，他代表中国政府率团出席在加德满都举行的尼泊尔重建国际会议。7月2日，赴维也纳出席伊核问题六国与伊外长会议。7月14日，伊朗核问题六国签署《联合全面行动计划》，对伊朗核危机进行解决，王毅代表中华人民共和国签署此案。
8月4日，他出席东亚合作系列外长会并访问新加坡、马来西亚。8月8日，访问塞拉利昂、利比里亚、几内亚。10月13日，访问捷克、波兰、保加利亚。11月9日，访问菲律宾。12月8日，赴巴基斯坦出席阿富汗问题伊斯坦布尔进程第五次外长会。12月19日，出席叙利亚国际支持小组外长会、赴德国主持首轮中德外交与安全战略对话并访问塞浦路斯。

#### 2016年

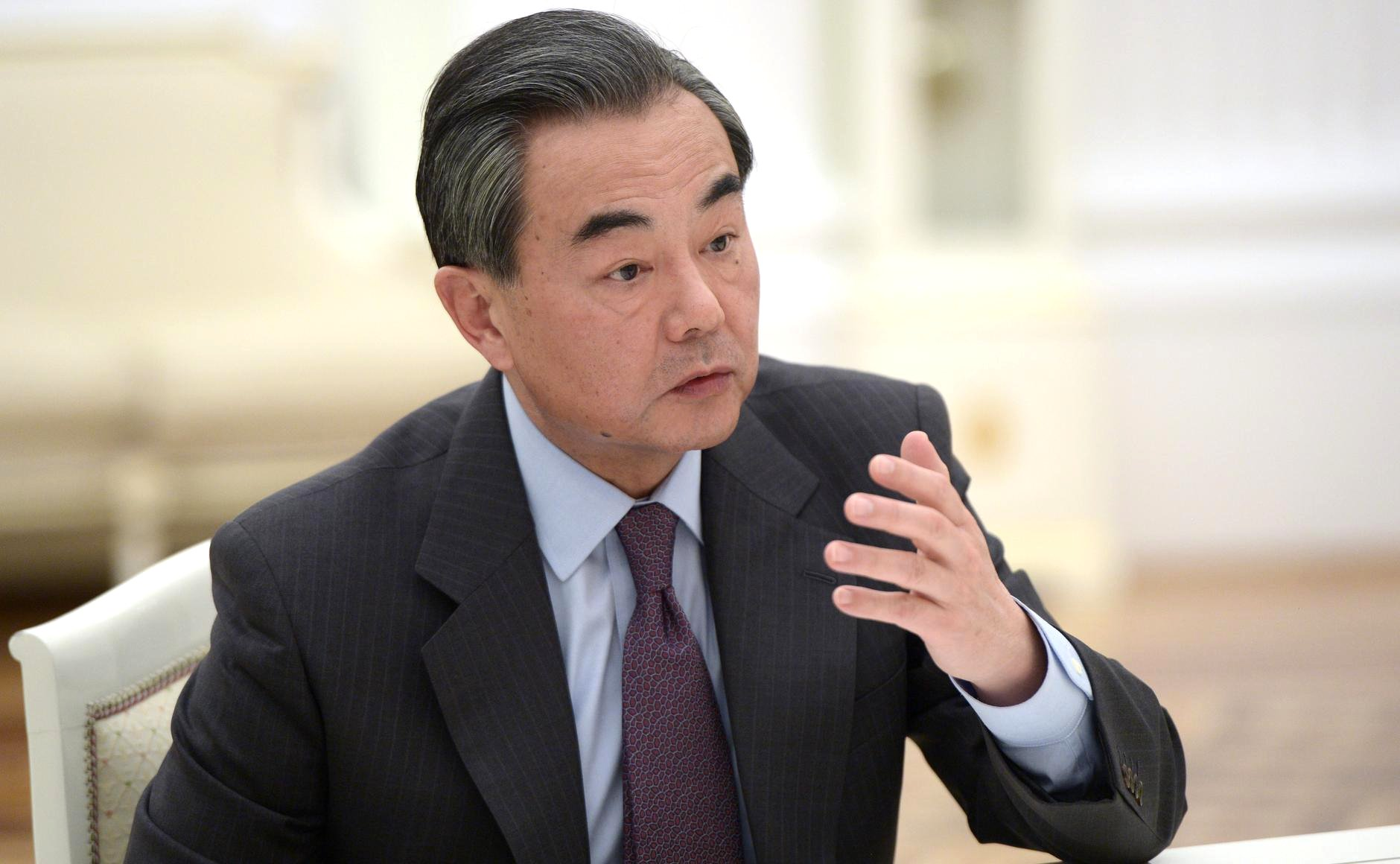
2016年3月11日正在访问俄罗斯的王毅

2016年1月30日，王毅开始访问马拉维、毛里求斯、莫桑比克、纳米比亚，并赴英国出席叙利亚人道捐助会议。2月11日，赴德国出席叙利亚国际支持小组第四次外长会。2月23日，对美国进行正式访问。3月10日，访问俄罗斯。4月5日，对缅甸进行正式访问。4月18日，他在莫斯科出席中俄印外长第十四次会晤。4月20日，访问文莱、柬埔寨和老挝。4月27日，出席亚洲相互协作与信任措施会议第五次例行外长会议。5月12日，在卡塔尔多哈参加中国—阿拉伯国家合作论坛第七届部长级会议。5月13日，对突尼斯进行正式访问。5月21日，访问哈萨克斯坦、吉尔吉斯斯坦、乌兹别克斯坦并出席上海合作组织外长会议。
5月31日，王毅对加拿大进行正式访问，并举行首次中加外长年度会晤。6月1日记者会上，加拿大记者询问加拿大外长迪翁中国及香港的人权问题，王毅斥责道称该记者充满傲慢与偏见，中国令六亿人脱贫，是世界第二大经济体，已经把保护人权写入宪法。王毅声称，中国的人权问题只有中国有发言权。之后他启程赴赴巴黎出席巴勒斯坦问题国际支持小组外长会。6月14日，在云南主持中国—东盟国家外长特别会议。
7月8日，对斯里兰卡进行正式访问。7月24日，他出席在老挝万象举行的中国—东盟（10+1）外长会、东盟与中日韩（10+3）外长会、东亚峰会（EAS）外长会和东盟地区论坛（ARF）外长会。8月9日，访问肯尼亚、乌干达和印度。8月24日，出席日本东京举行的第八次中日韩外长会。10月3日，访问厄瓜多尔、秘鲁、玻利维亚、哥伦比亚。11月12日，访问乌兹别克斯坦、赴土耳其举行中土外长磋商机制首次会议。12月12日，他在伯尔尼会见瑞士联邦主席约翰·施耐德-阿曼，并与瑞士联邦委员兼外长伯克哈尔特会谈。12月23日，他赴柬埔寨出席并共同主持澜沧江—湄公河合作第二次外长会。

#### 2017年

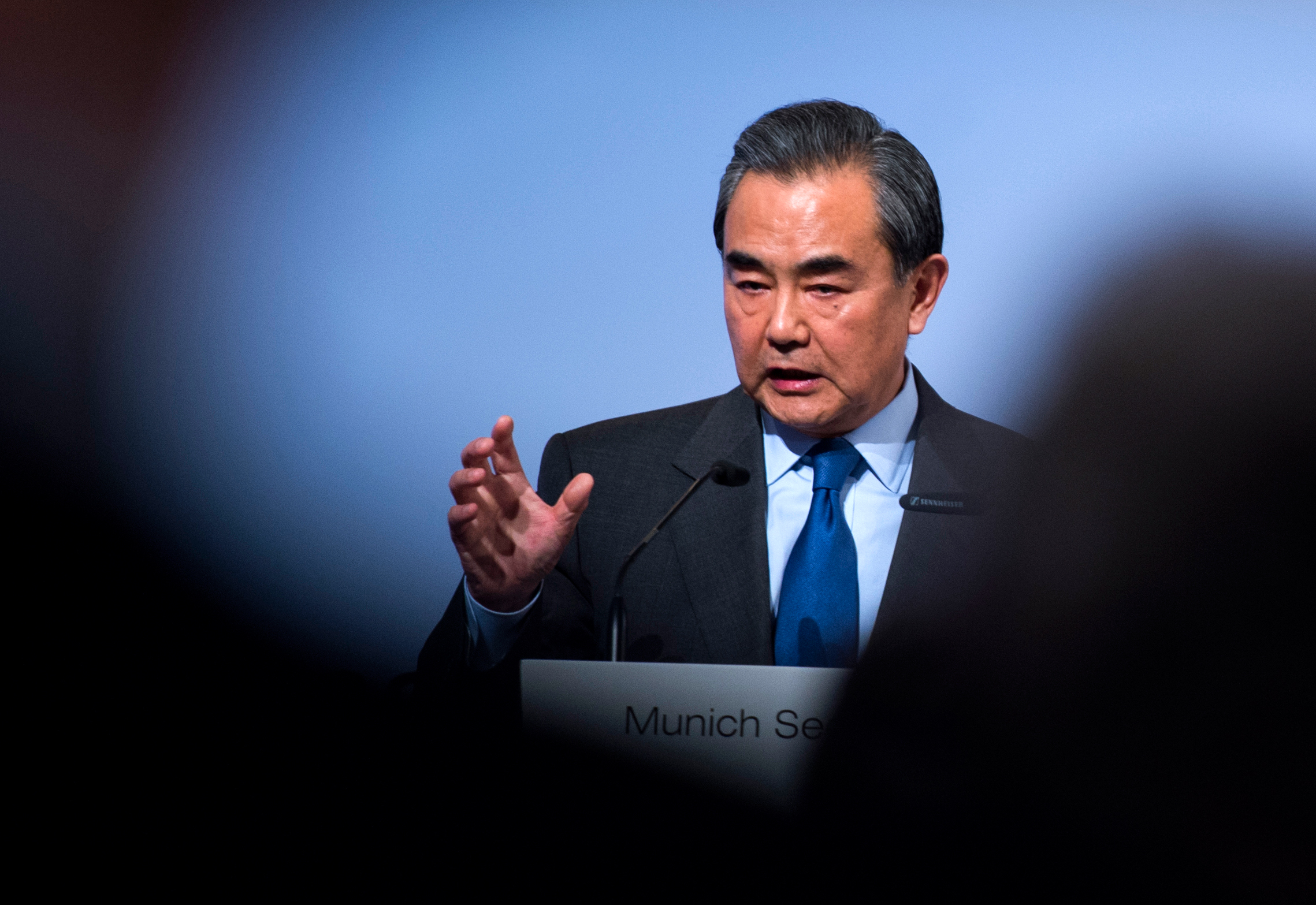
2017年2月17日，王毅在慕尼黑安全会议上发言

2017年1月，王毅出访马达加斯加、赞比亚、坦桑尼亚、刚果共和国和尼日利亚。2月访问澳大利亚、新西兰。同月赴德国出席二十国集团非正式外长会议和慕尼黑安全会议。会议期间，王毅以“五个我们认为”，概括解释了中国对全球局势的意识观点。4月王毅出席朝鲜半岛核问题安理会部长级公开会。5月访问毛里塔尼亚、佛得角、马里和科特迪瓦。同月访问俄罗斯。
9月1日，王毅在《学习时报》头版发表题为《在习近平总书记外交思想指引下开拓前进》的署名文章。文章写道：“习近平同志为核心的党中央洞察国际风云演变，把握时代前进方向，站立世界发展潮头，创造性地提出一系列外交新理念新思想新战略，形成并确立了习近平总书记外交思想”。王毅更认为习近平外交思想是对过去300多年西方传统国际关系理论的创新和超越。。9月，出席第72届联合国大会一般性辩论并访问哥斯达黎加和巴拿马。10月，王毅在中共十九大上当选第十九届中央委员会委员。11月，访问越南。12月，赴印度出席中俄印外长第十五次会晤。同月出席并共同主持澜沧江—湄公河合作第三次外长会。

### 连任外交部长并出任国务委员

#### 2018年

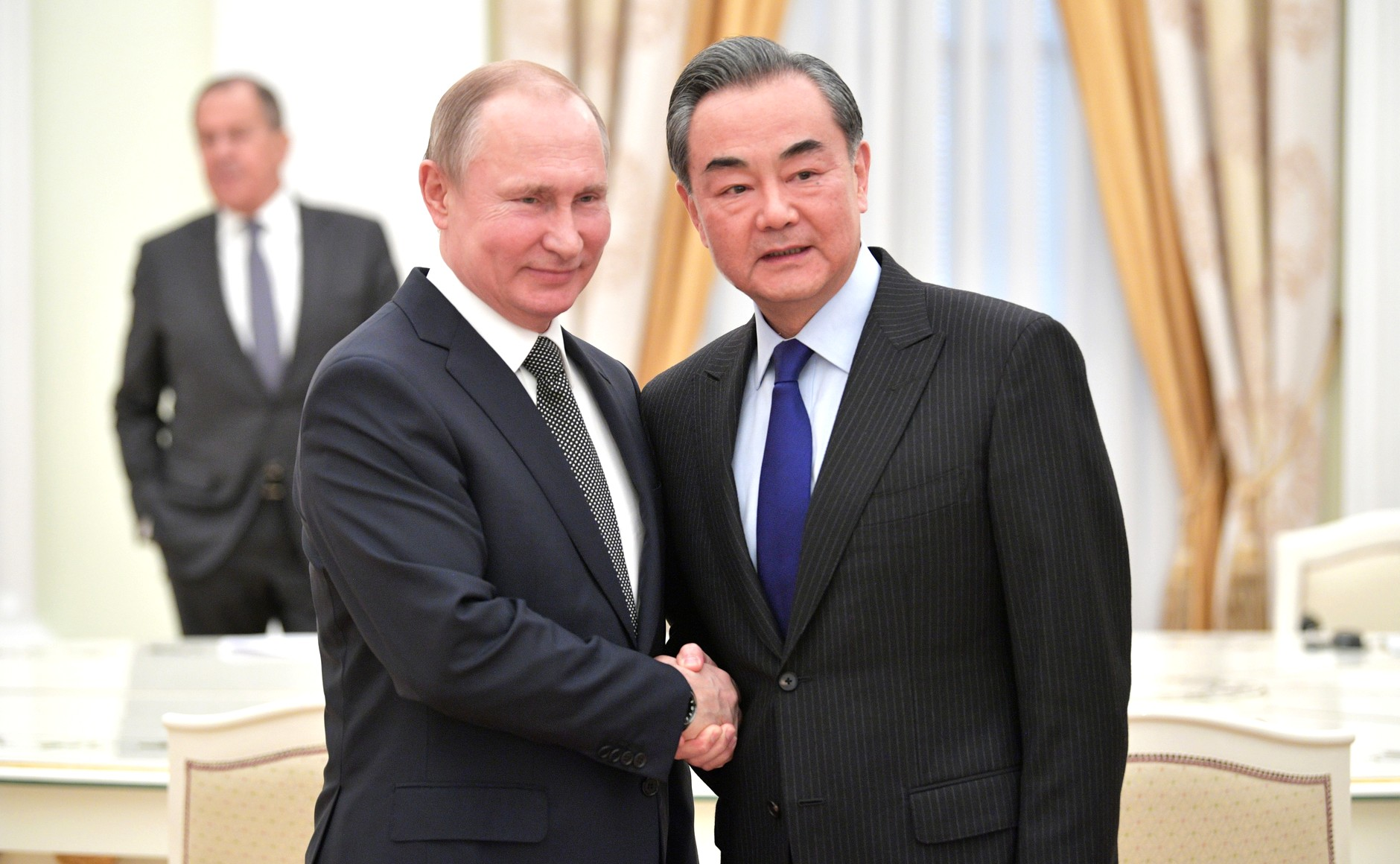
2018年4月5日，王毅以习近平特使身份访问俄罗斯，与俄罗斯总统普京会面

2018年1月，王毅访问卢旺达、安哥拉、加蓬、圣多美和普林西比。随后出席中拉论坛第二届部长级会议并访问智利和乌拉圭。1月22日，中拉论坛第二届部长级会议结束，通过《圣地亚哥宣言》、《中国与拉美和加勒比国家合作（优先领域）共同行动计划（2019－2021）》和《“一带一路”特别声明》。
2018年3月19日，第十三届全国人民代表大会第一次会议第七次全体会议，64岁的王毅获得总理李克强提名，被任命接替升任中央政治局委員的楊潔篪的負責外交事務的国务委员的職務，晋升副国级，成为党和国家领导人，并繼續兼任外交部部长，经全国人大投票表决决定任命。
在当选新一届政府的外长后，王毅于3月30日率团出席大湄公河次区域经济合作（GMS）第六次领导人会议并对越南进行正式访问。期间他与泰国、柬埔寨、老挝、缅甸领导人分别会谈，并在大会上介绍“一带一路”对湄公河流域的贡献。在越南访问期间，他同越南共产党中央委员会总书记阮富仲、越南国家主席陈大光、越南总理阮春福会见，并与越南副总理兼外长范平明会谈，确定推进“一带一路”和“两廊一圈”的合作。4月5日，他以习近平特使身份抵达俄罗斯，同俄罗斯外交部长谢尔盖·维克托罗维奇·拉夫罗夫会谈。4月15日，王毅正式访问日本，同日本外相河野太郎举行会谈，并主持召开第四次中日经济高层对话。

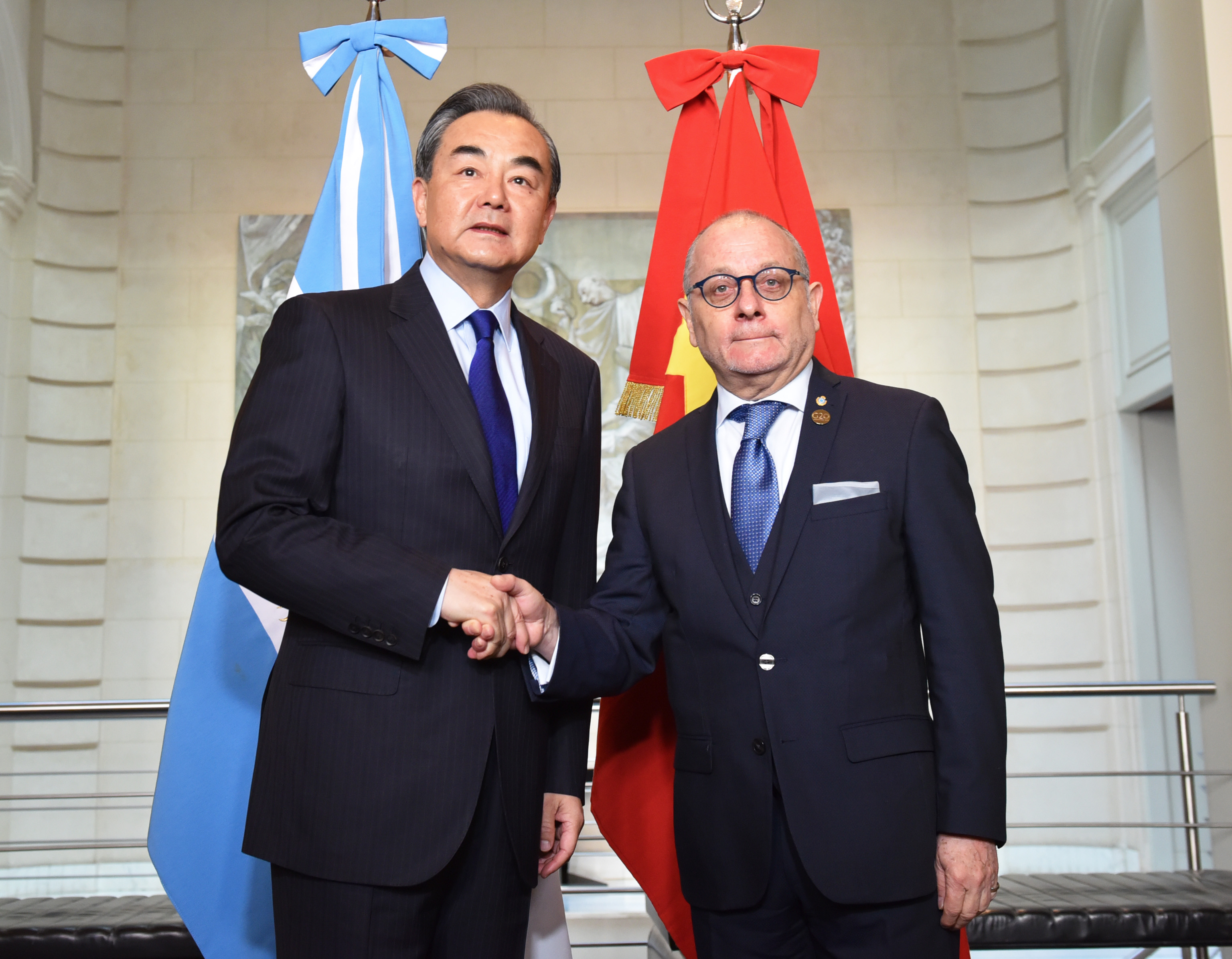
2018年5月20日，王毅同阿根廷外交部长豪尔赫·富里耶举行会谈

2018年5月2日，王毅访问朝鲜，并与朝鲜最高领导人金正恩会见，期间王毅祝贺朝鲜签署《板门店宣言》，并支持朝鲜半岛将重心转向经济建设。5月10日，他陪同李克强总理出席中日和平友好条约缔结40周年纪念活动暨访日招待会。随后王毅开始出访法国、西班牙、葡萄牙、阿根廷并出席二十国集团外长会议。5月16日，王毅在巴黎与法国外交部长让-伊夫·勒德里昂会谈，并与埃马纽埃尔·马克龙总统会面。期间双方达成核能、航空等领域的合作。5月17日，王毅在马德里同西班牙外交大臣阿方索·达斯蒂斯举行会谈，双方继续深化在一科技、旅游、基础设施建设、能源、通信等领域合作。此外他还会见了西班牙国王费利佩六世、西班牙首相马里亚诺·拉霍伊。5月18日，王毅在里斯本与葡萄牙外长奥古斯托·桑托斯·席尔瓦举行会谈，双方表示将推动一带一路合作，并加大在港口、经贸、教育等方面的合作；并会见了葡萄牙总统马塞洛·雷贝洛·德索萨、葡萄牙总理安东尼奥·科斯塔。同年5月20日，王毅抵达阿根廷，与阿根廷外交部长豪尔赫·富里耶举行会谈，期间王毅对阿根廷控制本国经济金融表示主持并愿意提供帮助。5月22日，他与阿根廷总统毛里西奥·马克里进行会晤。在出席二十国集团外长会议期间，王毅并就“多边主义和全球治理”、“促进公平和可持续发展”议题发言，提倡多边主义；期间还会见了智利外长罗伯托·安普埃罗、南非外长林迪威·西苏鲁、意大利外交部长安杰利诺·阿尔法诺、沙特外交大臣阿德尔·朱拜尔、英国外交大臣鲍里斯·约翰逊和欧盟轮值主席国保加利亚副总理兼外长埃卡特里娜·扎哈里埃娃。在返回中国途中，王毅经停美国华盛顿，并与美国国务卿蓬佩奥就中国在南海岛礁部署防卫设施、台湾问题、朝鲜无核化问题等进行会谈。
5月30日，王毅出访德国，并抵达布鲁塞尔参加第八轮中欧高级别战略对话，随后访问南非出席金砖国家外长正式会晤。5月31日，他在柏林同德国外长马斯举行会晤，双方开始落实5月默克尔总理访华的议程和共识。6月1日，他抵达布鲁塞尔会见比利时副首相兼外交大臣迪迪埃·雷恩代尔，就列日暴动事件向外长表示慰问，并推动一带一路与比利时发展战略的对接。同日他同欧盟外交与安全政策高级代表费代丽卡·莫盖里尼共同主持第八轮中欧高级别战略对话，强调强化共识、共同维护联合国宗旨和原则，维护多边主义进程和全球自由贸易体制。6月4日，王毅在南非出席金砖国家外长正式会晤时，围绕“金砖务实合作和领导人约翰内斯堡会晤”议题发言。他表示世界正面临百年未有之大变局，金砖国家在维护世界稳定、促进共同发展方面负有重要国际责任。同日他同南非外长林迪威·西苏鲁举行会谈，落实7月、9月的金砖国家领导人会晤和中非合作论坛峰会。

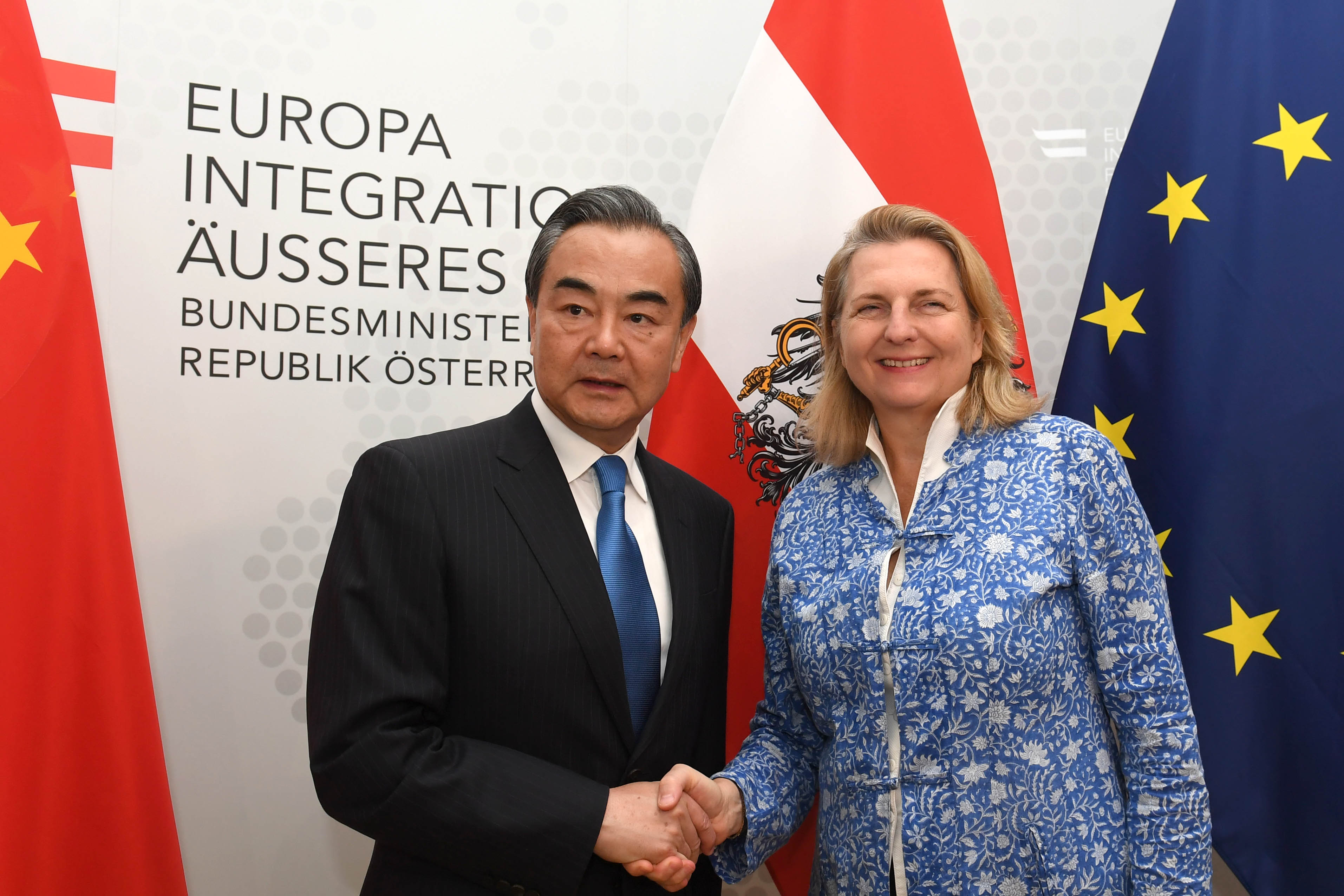
2018年7月5日，王毅与奥地利外长卡琳·克奈斯尔

2018年7月5日，王毅访问奥地利，并出席维也纳召集的伊朗核问题外长会。各方在会议期间通过了联合声明，主张继续遵循全面协议、反对美国单边制裁。同日他还与奥地利外长卡琳·克奈斯尔举行了会谈，次日会见了奥地利总统亚历山大·范德贝伦、奥地利总理塞巴斯蒂安·库尔茨，期间强化双方合作，王毅还邀请奥地利参加首届中国国际进口博览会。7月19日后，王毅陪同中共中央总书记、国家主席习近平出访阿拉伯联合酋长国、塞内加尔、卢旺达、南非，并在南非出席金砖国家会谈。7月29日，习近平率团过境毛里求斯时，王毅会见毛里求斯外交部长卢奇米纳赖杜。
7月31日，王毅出访马来西亚，并祝贺马哈蒂尔·穆罕默德出任马来西亚首相。7月31日他与马来西亚外长赛夫丁阿都拉会谈，并强调中国重视中马关系、主张不干涉内政，就双方进行一带一路建设进行沟通，并为随后的总理访华进行沟通准备。随后会见了马来西亚元老理事会主席达因·再努丁。8月1日，他还与马哈蒂尔进行了会谈。同日他去新加坡出席东亚合作系列外长会，并在会前同柬埔寨外交国际合作部大臣布拉索昆举行双边会见；随后出席中国—东盟外长会议，并在会议期间与菲律宾外长卡耶塔诺举行双边会见，最终形成了“南海行为准则”（COC）单一磋商文本草案。此外，王毅还会见了新加坡总统哈莉玛·雅各布、新加坡总理李显龙，强调加快推进“南向通道”建设。5日他代表中国出席第25届东盟地区论坛外长会。
在5月至8月，王毅率领的中国外交部开始发动攻势，多米尼加、布基纳法索、萨尔瓦多三国相继宣布与中华民国断交，而转与中华人民共和国建交。“中华民国邦交国”因此锐减至17个。2018年8月21日，王毅在北京同萨尔瓦多外长卡洛斯·阿尔弗雷多·卡斯塔内达（Carlos Alfredo Castaneda）签署《中华人民共和国和萨尔瓦多共和国关于建立外交关系的联合公报》，萨尔瓦多与中华人民共和国互相承认并建立大使级外交关系。2018年10月31日至11月6日，萨尔瓦多总统萨尔瓦多·桑切斯·塞伦应习近平的邀请对中国进行国事访问，并出席了首届中国国际进口博览会开幕式。
8月23日，王毅出访蒙古国，与蒙古国总统哈勒特马·巴特图勒嘎、蒙古国国家大呼拉尔主席米耶贡布·恩赫包勒德、蒙古国总理呼日勒苏赫会面。双方表示将致力于推动“发展之路”倡议同“一带一路”倡议对接，蒙方感谢中国支持建设乌兰巴托污水处理厂。同日他与蒙古国外长朝格特巴特尔举行会谈，双方宣布中蒙正式启动自由贸易协定联合可行性研究。8月24日，他在蒙古国乌兰固木集体会见蒙古国西部五省（乌布苏省、科布多省、巴彦乌列盖省、扎布汗省和戈壁阿尔泰省）省长，商讨参与农牧业、加工业、旅游业等领域合作。
同年9月7日，王毅访问巴基斯坦，他在伊斯兰堡同巴基斯坦外长沙阿·迈赫穆德·库雷希会谈，商讨中巴经济走廊的具体运作，并称走廊框架下目前共有22个合作项目，其中9个业已完工，13个在建，总投资190亿美元。并确定了深化中巴全天候战略合作伙伴关系十项重要共识。9月8日，他还会见了刚当选的巴基斯坦国民议会议长阿萨德·凯瑟。9月15日，王毅访问越南，主持中越双边合作指导委员会第十一次会议并访问菲律宾。同日他在胡志明市会见越共中央政治局委员、胡志明市市委书记阮善仁。9月18日，王毅出席第73届联合国大会一般性辩论。9月20日后，开始对多米尼加、圭亚那、苏里南三国进行正式访问。9月21日，他同多米尼加外长巴尔加斯一起为中国驻多米尼加大使馆揭牌；之后他会见多米尼加总统达尼洛·梅迪纳。9月22日，他在圣多明各同巴尔加斯举行会谈，并赞赏多米尼加同中华人民共和国建交，双方愿意深化一带一路的框架合作，并签署两国外交部建立政治磋商机制的谅解备忘录。9月21日，王毅访问圭亚那。9月22日，他会见了圭亚那总统大卫·格兰杰，之后同圭亚那副总统兼外长卡尔·格里尼奇举行会谈，双方表示加强互动并推动落实一带一路建设合作。9月23日，他同苏里南总统德西·鲍特瑟、副总统阿斯温·阿德欣举行会谈。9月24日，他会见苏里南外长拜赫勒，双方着手推动一带一路的项目，并签署了两国政府经济技术合作协定和中苏外交学院合作谅解备忘录。
在访问完加勒比海三国后，王毅返回纽约出席联合国大会。9月24日，他分别应约会见了英国外交大臣杰里米·亨特、塞尔维亚第一副总理兼外长伊维察·达契奇、塔吉克斯坦外长穆赫里丁、澳大利亚外长玛丽斯·佩恩、伊朗外长穆罕默德·贾瓦德·扎里夫、美中关系全国委员会及美中贸易全国委员会负责人，出席亚信成员国外长非正式会晤、出席曼德拉和平峰会，并致辞发言。9月25日，他会见第73届联大主席埃斯皮诺萨、出席中国—拉共体“四驾马车”外长第六次对话、会见巴拿马总统胡安·卡洛斯·瓦雷拉、出席联合国“为维和而行动”倡议高级别会议。9月26日，出席联合国安理会维护国际和平与安全问题公开会、会见德国外长马斯、国际货币基金组织总裁克里斯蒂娜·拉加德、朝鲜外务相李勇浩、厄瓜多尔外长瓦伦西亚，出席中国落实2030年可持续发展议程主题图片展、气候变化问题高级别非正式对话会。9月27日，他同缅甸国务资政府部部长觉丁瑞和孟加拉国外长阿里举行中缅孟三方非正式会晤，联合国秘书长安东尼奥·古特雷斯应邀出席，三方就妥善解决若开邦问题达成四点原则共识。之后出席联合国安理会朝鲜半岛问题公开会、会见叙利亚副总理兼外长穆阿利姆、美国对外关系委员会会长理查德·哈斯，并出席第73届联合国大会一般性辩论并发表演讲。

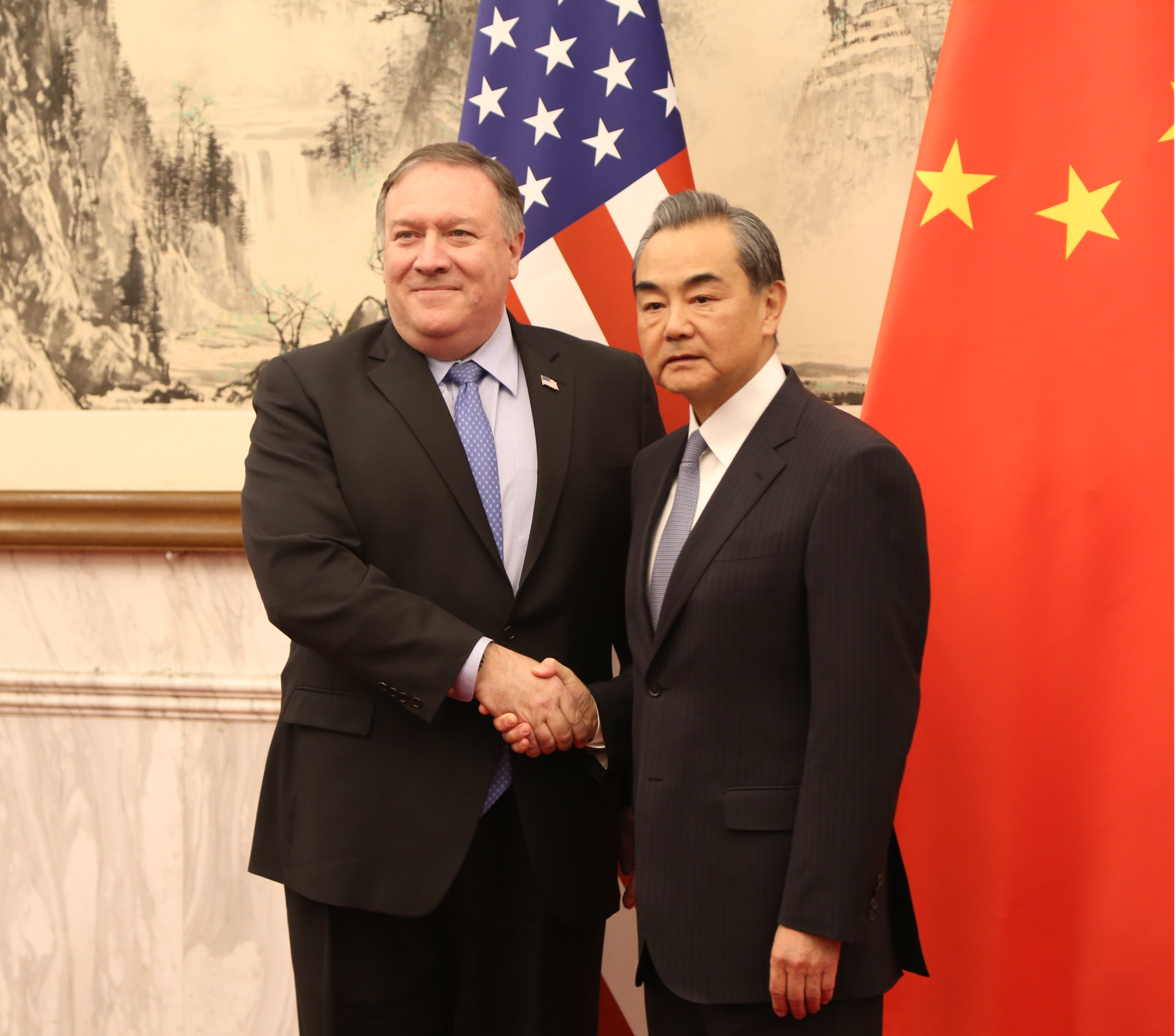
2018年10月8日，美国国务卿蓬佩奥抵达北京与王毅举行会谈

10月8日，美国国务卿蓬佩奥抵达北京与王毅举行会谈，为12月的中美领导人会谈进行前期沟通，期间蓬佩奥表示，“美中在很多问题上有明显分歧，但美国不反对中国发展，无意围堵中国，也没有全面遏制中国的政策。美中作为世界上两个最大的经济体和力量最强的国家，对世界和平与繁荣肩负重大责任。
10月28日，王毅对菲律宾、巴布亚新几内亚和斐济进行正式访问。10月28日，他在菲律宾达沃市出席中国驻达沃总领事馆开馆仪式并致辞。10月29日，他在达沃与菲律宾外长洛钦会谈后共同会见记者。双方强化互利合作的意义，并坚持共建一带一路，共同推动中国—东盟关系提质升级。之后他会见菲律宾财政部长多明格斯及菲内阁经济管理团队主要成员。随后他与菲律宾总统杜特尔特会面，双方强调经济合作和维护南海和平的共识。10月30日，他在苏瓦会见斐济总理兼外长弗兰克·姆拜尼马拉马，双方表达了共建一带一路的合作。之后会见了斐济总统乔治·孔罗特。10月31日，他与巴布亚新几内亚外长伦宾克·帕托会谈，并会见了巴布亚新几内亚总理奥尼尔，并为后者主办亚太经合组织（APEC）领导人非正式会议沟通准备事宜。

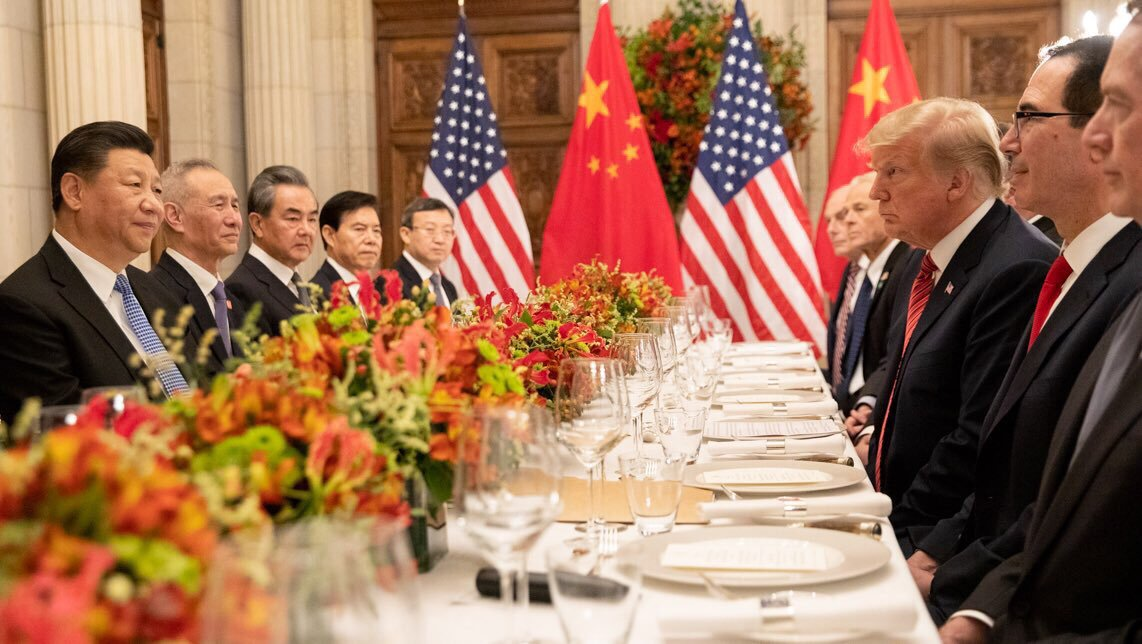
2018年12月1日，G20峰会上中美代表进行晚宴会谈，左侧第三为王毅

11月15日，中华人民共和国领导人习近平率团访问巴布亚新几内亚，参加APEC峰会，王毅随团参加。之后他随团队对文莱、菲律宾、西班牙、阿根廷进行国事访问，并于11月30日出席的二十国集团领导人第十三次峰会。12月1日，习近平与美国总统特朗普共进晚餐，并达成重要共识，停止加征新的关税、双方加强对执法禁毒（包括对芬太尼类物质管控）的合作，并重申奉行一个中国政策，并就朝鲜核问题进行沟通。会议结束后，王毅随团对巴拿马、葡萄牙进行国事访问。
12月15日，他抵达阿富汗喀布尔，出席第二次中国—阿富汗—巴基斯坦三方外长对话，三方签署《合作打击恐怖主义谅解备忘录》，并共同发表了三方联合声明。同日会见阿富汗总统加尼、阿富汗首席执行官阿卜杜拉。12月16日，王毅率团访问老挝并出席澜湄合作第四次外长会，期间会见老挝人民革命党中央委员会总书记、老挝国家主席本扬·沃拉吉、老挝总理通伦·西苏里，并与老挝外长沙伦赛举行会谈，签署中老经济走廊等合作文件。在老挝会议期间，他还会见了缅甸国际合作部部长觉丁、泰国外长敦、柬埔寨副首相贺南洪。在澜沧江－湄公河合作第四次外长会结束后，六方介绍了成果，通过了《联合新闻公报》、《〈澜湄合作五年行动计划〉2018年度进展报告》、“2018年度澜湄合作专项基金支持项目清单”和六国智库共同撰写的《澜湄流域经济发展带研究报告》等，发布了澜湄合作会歌。
同年12月21日，他与印度外长斯瓦拉杰共同出席第三届中印媒体高峰论坛。12月23日，他分别与印度国家安全顾问阿吉特·库马尔·多瓦尔、印度马哈拉施特拉邦首席部长德文德拉·法德纳维斯会面。

#### 2019年
2019年1月2日，王毅对非洲四国进行出访，这也是中国外长连续29年每年首访来非洲。1月3日，他与埃塞俄比亚总理阿比、埃塞俄比亚总统萨赫勒-沃克会面，埃塞尔比亚表示响应中国一带一路倡议。同日他与埃塞俄比亚外长沃尔基内会谈后共同会见记者。1月4日，他与非洲联盟委员会主席法基会面，双方表示共建“一带一路”同非盟《2063年议程》深入对接。此外，法基对嫦娥四号成功落月表示热烈祝贺。同日他与布基纳法索总统卡博雷会面，这也是中国与布基纳法索恢复外交关系后，中国外长首次访问该国。随后他与布基纳法索外长巴里举行会谈。1月5日，王毅抵达冈比亚，会见冈比亚总统巴罗，并与同冈比亚外长坦加拉举行会谈。1月7日，他同塞内加尔总统萨勒、塞内加尔外长卡巴举行会谈。1月23日，他赴法国举行第十八次中法战略对话牵头人磋商、访问意大利并主持召开中意政府委员会第九次联席会议。1月24日，他会见法国总统外事顾问埃蒂安。1月25日，他在中法建交55周年纪念活动启动仪式上发表讲话。同日他与同意大利外长莫阿韦罗共同出席中意政府委员会第九次联席会议，随后与意大利总理孔特会面。

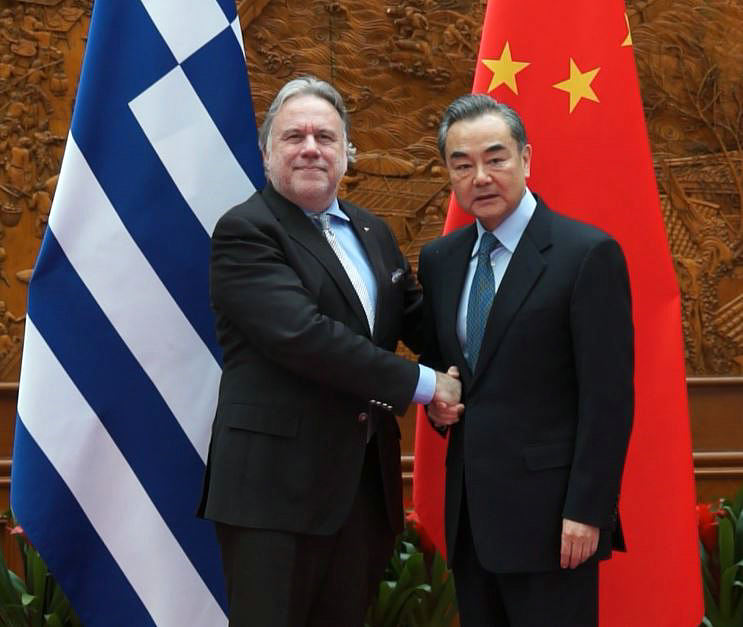
2019年3月4日，新任希腊外交部长乔治·卡特鲁加洛斯访问北京，与王毅会晤

2月16日，王毅赴清迈，与泰国外长敦举行战略磋商。3月4日，他在北京接见了新任希腊外交部长乔治·卡特鲁加洛斯。3月18日，王毅赴布鲁塞尔参加第九轮中欧高级别战略对话。同日王毅代表中国，参加首次中国同欧盟成员国外长集体对话。期间他与欧盟外交和安全政策高级代表费代丽卡·莫盖里尼共见记者时表示，中欧是全面战略伙伴，同意要全面落实《中欧合作2020战略规划》。此外他还与欧盟委员会主席让-克洛德·容克、英国外交大臣亨特会晤。3月25日，中法全球治理论坛在法国巴黎举行，王毅同法国外交部部长让-伊夫·勒德里昂共同出席开幕式并致辞。4月9日，王毅在出席中国—欧盟领导人会晤期间，应约再次会见欧盟外交与安全政策高级代表莫盖里尼。
5月12日，王毅出访俄罗斯。5月13日，他在索契同俄罗斯外长谢尔盖·维克托罗维奇·拉夫罗夫举行会谈，双方就中俄关系、中美关系、朝鲜核问题等进行沟通。随后他与俄罗斯总统普京进行会晤，双方表示继续推动欧亚经济联盟同“一带一路”倡议对接合作。5月20日，王毅出席吉尔吉斯斯坦举办的上海合作组织成员国外长理事会会议。5月21日，他与吉尔吉斯斯坦总统热恩别科夫会晤，并与吉尔吉斯斯坦外长钦吉斯·艾达尔别科夫举行会谈，双方就中吉关系、反恐问题、比什凯克峰会进行合作。5月20日，他与塔吉克斯坦总统埃莫马利·拉赫蒙、塔吉克斯坦外长穆赫里丁进行会晤。5月22日，他在会议期间与巴基斯坦外长库雷希会晤，双方表示加强反恐合作及中巴经济走廊建设；同日他还与乌兹别克斯坦外长阿卜杜拉济兹·卡米洛夫、印度外长苏什玛·斯瓦拉杰。会议期间他在接受记者询问中表示反对美国打压华为，并强调此为“典型的经济霸凌行为”。上合组织各方在公告中也表达反对单边主义，以及对数字经济和通信技术领域的歧视性做法。5月23日，他抵达巴库，同阿塞拜疆总统伊利哈姆·阿利耶夫会见，随后与阿塞拜疆外长埃爾馬爾·馬梅季亞羅夫举行会谈。5月24日，他抵达格鲁吉亚第比利斯，与格鲁吉亚总统萨洛梅·祖拉比什维利、格鲁吉亚总理马穆卡·巴赫塔泽会晤，并与格鲁吉亚外长大卫·扎尔卡利亚尼举行会谈。5月26日，他抵达亚美尼亚，与亚美尼亚总统阿尔缅·萨尔基相、亚美尼亚总理尼克·帕希尼扬举行会见，并与外长佐格拉布·姆纳察卡尼扬举行了会谈。
7月7日，王毅出访波兰、斯洛伐克、匈牙利。7月8日，他同波兰外长查普托维奇举行会谈，期间谈对欧盟机构换届后中欧关系的期待，随后出席中波政府间合作委员会第二次会议，并表示中方愿与世界共享5G发展机遇。同日他还与波兰总理莫拉维茨基会面。7月9日，他同波兰总统安杰伊·杜达会面。7月10日，他抵达斯洛伐克，与斯洛伐克总统恰普托娃会面，并同斯洛伐克外长米罗斯拉夫·莱恰克举行会谈。7月12日，他在布达佩斯会见匈牙利总理欧尔班·维克托，之后同匈牙利外交与对外经济部部长西亚尔托举行会谈并共同会见记者，双方表示将继续加强经贸关系，将中国—中东欧国家合作打造成跨区域合作典范；在记者提出涉台问题上，王毅表示反对美国向台湾出售武器。

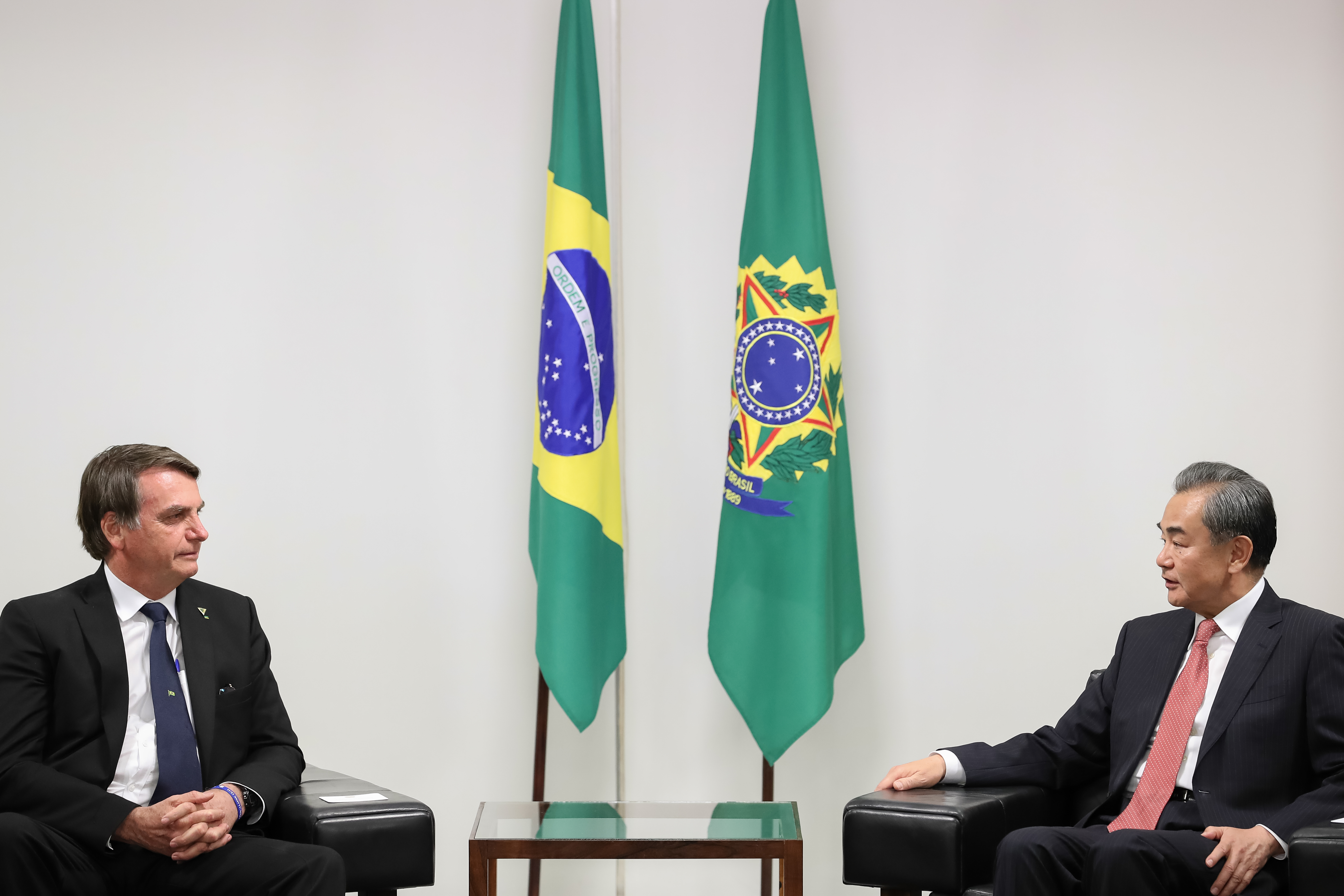
2019年7月25日，王毅与巴西总统博索纳罗举行会晤

7月24日，他启程出席金砖国家外长正式会晤并访问巴西、智利。7月25日，他与巴西外长阿劳若举行外长级全面战略对话后共见记者时表示，中方愿同巴方携手努力，推动中巴全面战略伙伴关系，“打造成中拉合作、新兴市场合作、南南合作的典范”。双方举行第三次中巴外长级全面战略对话，并称“中拉合作不针对第三方，不受第三方影响”。同日他与巴西总统博索纳罗举行会晤。7月26日，他出席金砖国家外长正式会晤，并称“金砖国家要带头维护多边主义”。7月27日，王毅在智利会见智利总统塞巴斯蒂安·皮涅拉。7月28日，他同智利外长里韦拉举行会谈，落实共建一带一路及双方经贸合作等协议。7月29日，会见联合国拉丁美洲和加勒比经济委员会执秘阿莉西亚·巴尔塞纳·伊巴拉。
7月30日，王毅出席东亚合作系列外长会并访问泰国。同日他在泰谷会见柬埔寨副首相兼外交大臣布拉索昆、土耳其外长恰武什奥卢。7月31日，他在出席中国—东盟外长会时表示赞赏《南海行为准则》单一磋商文本提前完成一读，并出席中国—东盟菁英奖学金启动仪式，此外同日会见了新加坡外长维文、英国外交大臣拉布、老挝外长沙伦赛、泰国外长敦。同日出席中国—东盟外长会，达成五方面重要共识，包括推进一带一路建设与《东盟互联互通总体规划2025》对接、确定2020年中国—东盟数字经济合作年、维护多边主义、共建地区规则与维护区域稳定。8月1日，他在曼谷会见了泰国总理巴育·占奥差、越南副总理兼外长范平明、日本外相河野太郎、美国国务卿蓬佩奥、文莱第二外长艾瑞万、欧盟外交与安全政策高级代表莫盖里尼。8月2日，他代表中国出席第20届东盟与中日韩外长会（10+3），就湄公河旱情、朝鲜半岛问题表达观点。同日他出席第九届东亚峰会外长会，并会见马来西亚外长赛夫丁阿都拉、东帝汶外长迪奥尼西奥·巴博·苏亚雷斯、加拿大外长克里斯蒂娅·弗里兰、蒙古国外长达木丁·朝格特巴特尔。
9月2日，王毅访问朝鲜，同朝鲜外相李勇浩举行会谈。9月3日，专程前往平安南道安州市祭扫中国人民志愿军烈士陵园。9月4日，会见朝鲜劳动党副委员长李洙墉。9月7日，王毅在巴基斯坦伊斯兰堡出席第三次中阿巴外长对话后共见记者时，应询介绍了中方对当前阿富汗局势的看法。9月8日，会见巴基斯坦总统阿里夫·艾维、巴基斯坦总理伊姆兰·汗、巴基斯坦陆军参谋长巴杰瓦。9月9日，王毅抵达尼泊尔，会见尼泊尔总统比迪娅·戴维·班达里、尼泊尔总理奥利、尼泊尔大会党主席谢尔·巴哈杜尔·德乌帕、尼泊尔外长贾瓦利，双方表示促进两国友好、共同打击恐怖主义，奉行不结盟政策，并共建一带一路，推动构建中尼命运共同体。
9月中旬，王毅抵达纽约，出席第74届联大一般性辩论和相关高级别会议。9月23日，他在纽约出席联合国大会期间，会见巴基斯坦总理伊姆兰·汗，就克什米尔局势进行沟通。此外他还会见了塞浦路斯总统尼科斯·阿纳斯塔夏季斯、匈牙利外长西雅尔多·彼得、第74届联合国大会主席穆罕默德-班迪。同日他以习近平特使身份，出席联合国气候行动峰会；并出席了《日内瓦公约》签署70周年。此外同日他还主持中缅孟三方非正式会晤，缅甸国务资政府部部长觉丁瑞、孟加拉国外长阿卜杜勒·穆明和联合国秘书长缅甸问题特使克里斯蒂娜·施拉纳·比尔格纳出席，会晤就解决若开邦避乱民众遣返问题达成三点共识。9月24日，他会见海湾阿拉伯国家合作委员会“三驾马车”外长、非盟委员会主席法基、苏丹过渡政府总理哈姆杜克、西班牙外交大臣博雷利。当晚出席美中关系全国委员会、美中贸易全国委员会、美国全国商会和美国对外关系委员会联合举办的晚餐会，会上就专题讲述中美贸易、新疆事实真相。
9月25日，会见澳大利亚外长马里斯·佩恩、韩国外长康京和、希腊外长登迪亚斯、巴拿马外长费雷尔、法国外长让-伊夫·勒德里昂、意大利外长迪马约、沙特外交大臣阿萨夫、基里巴斯总统兼外长马茂。同日出席伊朗核问题外长会，最后通过联合声明。同日他出席安理会联合国与区域组织反恐合作公开会，会中称新疆预防性反恐和去极端化措施是中国对国际反恐事业的贡献。同日他还主持文明古国论坛外长会。9月26日，他出席金砖国家外长会晤、安理会“非洲和平与安全”公开会；同日主持中国和安理会非洲成员国外长会、中国—拉共体“四驾马车”外长第七次对话。同日他会见马拉维外交部长卡塞拉。中午他主持安理会常任理事国外长同联合国秘书长工作午餐，就联合国成立75周年、地区热点问题以及五常合作进行沟通。
早在2019年3月第十三届全国人民代表大会第二次会议上，当记者提问王毅“今年拿掉台湾几个‘邦交国’？”王毅仰天大笑。同年9月，在一周以内，所罗门群岛、基里巴斯相继宣布与中华民国断交，改与中华人民共和国建交。9月21日，王毅同所罗门群岛外长马内莱在北京签署《中华人民共和国和所罗门群岛关于建立外交关系的联合公报》，宣布相互承认并建立大使级外交关系。9月27日，同基里巴斯总统兼外长马茂签署《中华人民共和国与基里巴斯共和国关于恢复外交关系的联合公报》。同日，会见委内瑞拉副总统罗德里格斯、美国前国务卿基辛格，并出席第74届联合国大会一般性辩论并发表讲话。
10月16日，王毅开始出访南非、法国、瑞士。10月18日，他抵达德班，与南非总统西里尔·拉马福萨会晤。同日，他同南非国际关系与合作部长纳莱迪·潘多尔举行会谈，双方表示在一带一路框架下继续合作。10月21日，王毅在巴黎同法国外长让-伊夫·勒德里昂举行会谈，并共同主持中法高级别人文交流机制第五次会议。同日，他出席中国驻法国使馆领事侨务处新址启动仪式并为新址揭牌。在接受法新社采访时，王毅表示“支持欧洲一体化进程，支持欧盟团结壮大，支持欧洲在国际事务中发挥更积极作用”。就叙利亚问题，王毅阐释中方支持已通过的安理会2254号决议。此外他还对达成中欧投资协定抱有信心。10月22日，他抵达伯尔尼，与瑞士联邦主席于利·毛雷尔会晤；并同瑞士联邦委员兼外长Ignazio Cassis共同主持中瑞第二轮外长级战略对话。之后两位外长共同会见记者，表示将深化中瑞“3+1”创新合作、提出联合国要成为践行多边主义的主阵地。
11月23日，他在名古屋出席二十国集团外长会。会上表示二十国集团要带头弘扬多边主义、二十国集团应为IMF改革提供政治指引、全力帮助非洲走出“不发展陷阱”、并介绍第二届中国国际进口博览会。会议期间，会见俄罗斯外长拉夫罗夫、日本爱知县知事大村秀章、智利外长安德烈斯·阿拉曼德·里韦拉、荷兰外交大臣斯特夫·布洛克、加拿大外长商鹏飞。11月24日，王毅在东京会见日本前首相福田康夫、静冈县知事川胜平太。11月25日，他与日本首相安倍晋三会晤、日本国际贸易促进协会会长河野洋平、日本内阁官房长官菅义伟、日本国土交通大臣赤羽一嘉。同日，他同日本外相茂木敏充共同主持中日高级别人文交流磋商机制首次会议，双方确定2020年为“中日文化体育交流促进年”。11月25日，王毅在东京会见日本自民党干事长二阶俊博。
2019年12月4日，王毅访问韩国，与韩国外长康京和会谈，双方着手尽快编制《中韩经贸合作发展规划2021－2025》，加快推进中韩自贸协定第二阶段谈判进程。12月5日，与韩国总统文在寅会谈。同日会见韩国执政党党首、前总理李海瓒。12月5日，会见联合国前秘书长、博鳌亚洲论坛理事长潘基文。12月7日，王毅访问缅甸，在内比都与缅甸国务资政兼外长昂山素季举行会谈，随后与缅甸国务资政府部长觉丁瑞、投资与对外经济关系部长、国家安全顾问当吞、建设部长汉佐、国际合作部长觉丁等。12月8日，在曼德勒会见缅甸国防军总司令敏昂莱。12月14日，分别会见斯洛文尼亚总统博鲁特·帕霍尔和总理马里安·沙雷茨、斯洛文尼亚副总理兼外长米罗·采拉尔，并在会后表明了中方对中国同中东欧国家合作、中美达成第一阶段经贸协议等看法。12月15日，会议期间会见哈萨克斯坦外长穆赫塔尔·特列乌别尔德、挪威外交大臣索雷德、斯洛文尼亚议长戴扬・日丹、欧盟外交与安全政策高级代表何塞·博雷利·丰特列斯。12月16日，出席西班牙马德里第十四届亚欧外长会议，提出积极捍卫多边主义；同日会晤了菲律宾外长洛钦、印度尼西亚外长雷特诺·马苏迪；当晚，他出席欧洲政策中心举办的欧洲智库媒体交流会上发表演讲，提出中欧应该优势互补、捍卫多边主义、完善全球治理。17日，他在布鲁塞尔欧盟总部会见欧洲理事会主席夏尔·米歇尔，双方表示继续推进多边主义和国际合作。12月20日，他抵达印度，并于次日出席主持中印边界问题特别代表第22次会晤。12月21日，他在新德里会见印度副总统温凯亚·奈都。

#### 2020年
2020年1月7日，王毅开始对埃及、吉布提、厄立特里亚、布隆迪、津巴布韦进行正式访问。1月7日，他在开罗会见阿拉伯国家联盟秘书长艾哈迈德·阿布·盖特。1月8日，他同埃及外长萨迈赫·舒凯里共同主持中埃外交战略对话，双方表示将加强团结合作，建立中埃命运共同体，并加快一带一路建设。在接见记者时，就巴勒斯坦问题，王毅表示中方将继续主持公道，支持阿拉伯和平倡议及巴勒斯坦建国；就利比亚问题，王毅表示政治对话是唯一出路；就新疆问题，王毅提出新疆为国际反恐事业作出重要贡献，为去极端化全球努力积累有益经验。他欢迎埃方朋友及穆斯林团体访问新疆。同日他还会见了埃及总统阿卜杜勒-法塔赫·塞西、埃及总理穆斯塔法·马布里。1月9日，王毅在吉布提市同吉布提外交与国际合作部长默罕默德·优素福举行会谈，双方表示加强一带一路合作，并继续扩大双边贸易。同日他与吉布提总统伊斯梅尔·奥马尔·盖莱会晤。1月11日，王毅在布琼布拉同布隆迪外长埃塞基耶尔·尼比吉拉举行会谈，双方表示深化双边关系，推进一带一路建设特别是基础设施与农业领域合作。同日他还会见了布隆迪第二副总统约瑟夫·布托雷。1月12日，国务委员兼外长王毅在哈拉雷同津巴布韦外交与国际贸易部长西布西索·莫约共同会见记者。王毅强调中国连续30年每年外长首访都选非洲，是基于中非世代友好、深化合作和国际协作的使命。他还称“中津永做好朋友、好伙伴、好兄弟”，并提出强化中非合作论坛，并支持津巴布韦和非洲国家要求尽快解除对津制裁的主张。同日，他在哈拉雷与津巴布韦副总统奇温加会晤。1月13日，会见津巴布韦总统埃默森·姆南加古瓦。1月14日，他在科伦坡会见斯里兰卡总统戈塔巴雅·拉贾帕克萨和总理马欣达·拉贾帕克萨。1月15日，会见斯里兰卡外长迪内什·古纳瓦德纳。双方表示加快经济合作共建一带一路，落实科伦坡港口城、汉班托塔港等重大项目。1月17日至18日，王毅陪同国家领导人习近平对缅甸进行国事访问。

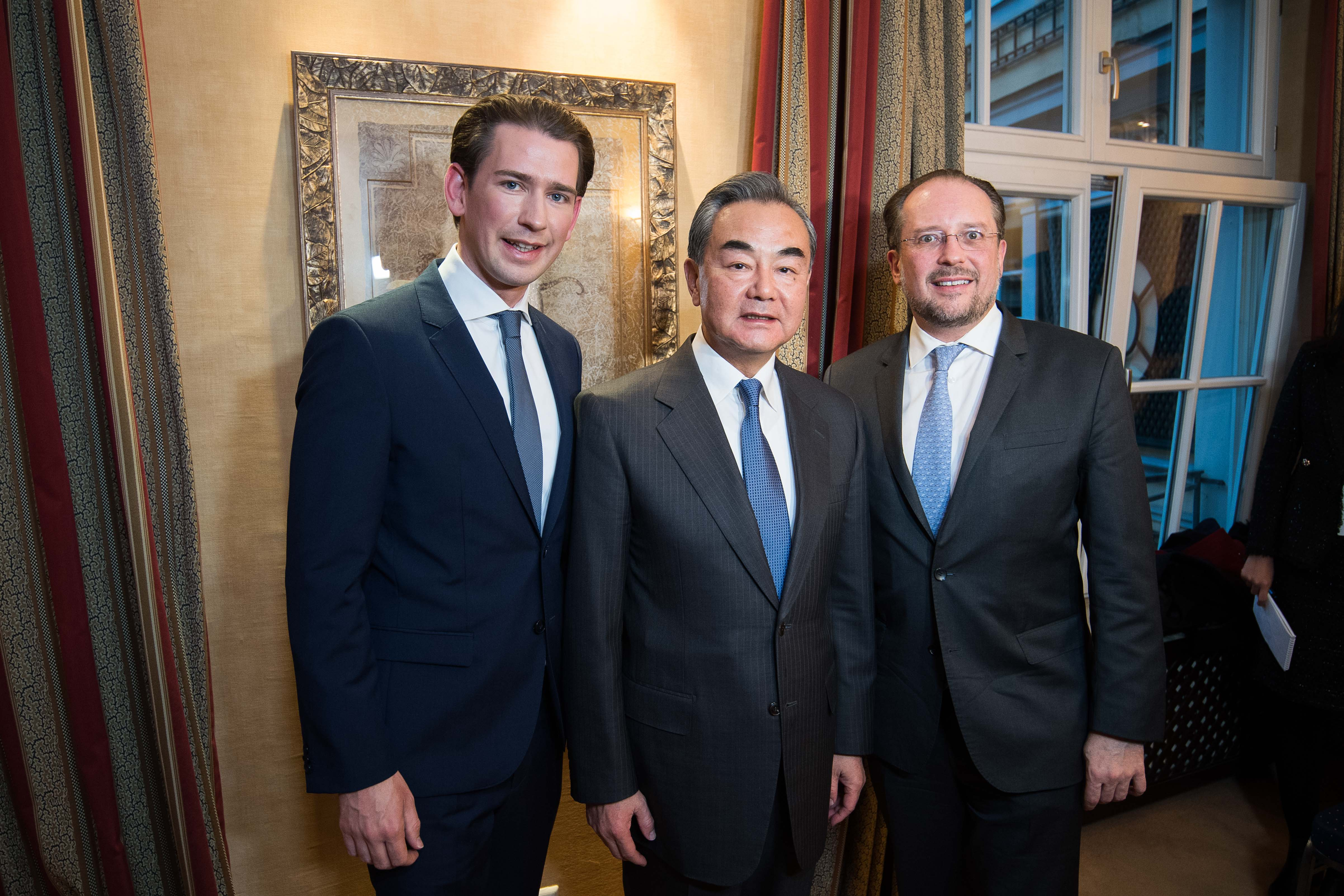
2020年2月14日，出席第56届慕尼黑安全会议的塞巴斯蒂安·库尔茨、王毅与亚历山大·沙伦贝格

2月13日，王毅抵达柏林，与德国总理默克尔会见，双方就中欧投资协定、抗疫合作等议题达成共识。2月15日，出席第56届慕尼黑安全会议并发表题为“跨越东西差异、践行多边主义”演讲。2月20日，中国—东盟关于COVID-19问题特别外长会在老挝万象举行，由王毅及菲律宾外长洛钦共同主持。同日举行澜沧江－湄公河合作第五次外长会，由王毅和老挝外长沙伦赛共同主持，柬埔寨副首相兼外交大臣布拉索昆、泰国外长敦、缅甸国际合作部部长觉丁和越南副总理兼外长范平明出席。
随着COVID-19疫情在欧亚等地得到有效控制。8月，王毅应邀出访欧洲意大利、荷兰、挪威、法国、德国。意大利也是王毅在疫情爆发后访问的首个国家，他表示此为中意关系在中国外交中的重要性，并赞扬中意关系经受住了疫情检验。双方均在彼此疫情严重时大量驰援。2020年为中意建交50周年，王毅表示通过此次访问，双方共同规划下一个50年发展。中意双方签订两项协议：国家管网集团与意大利天然气管道运营商Snam签署天然气运输技术协议、有关向中国出口“意大利制造”食品的协议。8月26日，荷兰首相马克·吕特在海牙会见王毅。之后王毅同荷兰外交大臣布洛克举行会谈，双方称赞了疫情期间的中荷关系。王毅愿意加大双方在农业、水利、航天航空、教育等领域进行合作。8月27日，王毅访问挪威，与挪威外交大臣伊娜·瑟雷德进行了会谈。挪威希望和中方加强疫苗研发以及海洋合作，并且表示期望早日完成两国自贸协定谈判。双方在记者发布会上，就一带一路、多边主义、北极问题、香港问题进行回答。8月29日，他在巴黎与法国总统埃马纽埃尔·马克龙进行会晤。马克龙表示欧洲和中国之间是朋友，并高度赞赏中国将COVID-19疫苗作为全球公共产品的承诺，愿深化两国抗疫合作，促进双方在经贸、农业等领域合作取得更多成果。马克龙还向王毅表示，期待早日再次访华。9月1日，王毅在柏林同德国外交部长马斯进行会谈，期间双方高度称赞中德关系，并将在应对气候变化、国际抗疫合作、重振世界经济、推动中欧关系等问题上展开合作。不过在王毅外长访问期间，德国政坛上也存在杂音。德国联邦议会人权委员会、德国绿党等议员向马斯施压要求谴责中国。期间恰逢捷克參議院議長維特齊率团访问台湾。对此王毅表示，維特齊此行明顯挑戰一個中國原則，與14億中國人民為敵，並警告要讓其為自己的短視行為和政治投機付出沉重代價。同日王毅会见德国总统施泰因迈尔，德方重申将坚持一个中国原则，并表示将同中国一道在国际事务中坚持多边主义。
9月10日，王毅在莫斯科出席上海合作组织成员国外长理事会会议，提出中方五点建议，包括坚持互相支持、团结合作、休戚与共、坚持协同发展、多边主义。9月10日在莫斯科期间，王毅会见印度外长苏杰生就中印边境冲突问题，双方发布联合声明，同意双方士兵应该继续谈话、快速地结束对峙、保持适当距离和缓解紧张关系，并提出五点共识。9月11日，王毅在莫斯科同俄罗斯外长拉夫罗夫举行会谈。双方表示将继续捍卫国际关系基本原则，维护联合国核心地位，加强疫情联防及数据安全合作；随后两国发布中俄外交部长联合声明。9月12日，王毅访问哈萨克斯坦，同哈外长特列乌别尔季举行会谈。同日，他与哈萨克斯坦总统卡瑟姆若马尔特·托卡耶夫会晤，双方感谢对方在经济建设与抗疫等合作中的努力，并表示将继续深化社会稳定发展、教育文化等领域合作。9月13日，他抵达吉尔吉斯斯坦，与吉尔吉斯斯坦总统索隆拜·热恩别科夫会见，双方就推进一带一路、深化抗疫合作等问题进行沟通。9月14日，他与吉尔吉斯斯坦外长钦吉斯·艾达尔别科夫举行会谈，双方高度赞赏两国关系，并继续在抗疫与经济合作上发展，推进中吉乌铁路建设。9月28日，王毅在“后疫情时代的国际秩序和全球治理”蓝厅论坛开幕式上的主旨演讲。当日晚，王毅应邀出席古巴驻华大使馆举办的庆祝中古建交60周年招待会。10月14日，王毅会见老挝人民革命党中央总书记、老挝国家主席本扬；随后同老挝外长沙伦赛举行会谈，双方进一步推进共同防疫和经贸合作。10月15日，王毅在曼谷同泰国副总理兼外长敦举行会谈；同日会见了泰国总理巴育。
11月9日，王毅在北京会见东盟十国驻华使节。11月12日，参加中非合作论坛成立20周年纪念招待会。11月10日，出席中国—海合会部长级视频会议。11月14日晚，王毅陪同李克强总理在人民大会堂出席第15届东亚峰会视频会议。11月15日，第四次区域全面经济伙伴关系协定领导人会议上，各方签署“区域全面经济伙伴关系协定”，李克强、王毅等出席，商务部长钟山代表中国在协定上签字。11月24日，王毅访问日本，这是菅义伟就任日本首相以来首次高级别访问，同日他还会见了日本前首相福田康夫、日本自民党干事长二阶俊博、日本内阁官房长官加藤胜信。11月26日，王毅离开日本访问韩国，并与韩国总统文在寅会面，之后他会见了韩国前总理李海瓒，并同韩国外长康京和举行会谈，达成10项共识，其中包括加强抗疫合作、成立中韩关系未来发展委员会、启动中韩外交安全2+2对话等。11月27日，会见韩国国会议长朴炳锡。
12月3日，他以习近平特别代表出席新冠肺炎疫情问题特别联大并发表题为《全球合作再动员 团结战疫再出发》的视频讲话。12月7日，他在京同美中贸易全国委员会董事会代表团举行视频交流，提出下阶段中美合作的三个切入点。12月11日，王毅在京出席“2020年国际形势与中国外交”研讨会开幕式并发表主旨演讲，提出2021年中国外交七大任务。12月29日，王毅同意大利外长迪马约以视频方式共同出席中意政府委员会第十次联席会议闭幕式。

#### 2021年
依惯例中国外长每年对外访问的首站非洲，2021年1月4日至9日，国务委员兼外长王毅应邀访问了尼日利亚、刚果民主共和国、博茨瓦纳、坦桑尼亚和塞舌尔五国。1月4日，王毅赴非洲正式访问途中经停塞浦路斯并应约会见塞外长赫里斯托都里迪斯。1月5日，对尼日利亚进行正式访问的国务委员兼外长王毅在阿布贾同尼日利亚外长奥尼亚马举行会谈。尼工业贸易投资部长、交通部长、航空部长、卫生国务部长参加会谈；会后双方共同会见记者，并达成七点重要共识，包括抗疫合作、政府协作、一带一路、重点项目建设、多元化发展、军事安全、地区多边主义等。同日他拜见了尼日利亚总统布哈里。1月6日，王毅在金沙萨同刚果民主共和国国务部长兼外长通巴举行会谈，并拜见了总统齐塞克迪。1月7日，他在哈博罗内拜见博茨瓦纳总统马西西，并同博茨瓦纳外长夸佩签署了共建“一带一路”谅解备忘录。1月8日，他在查托同坦桑尼亚外长卡布迪举行会谈，同日拜见了坦桑尼亚总统马古富力。1月9日，王毅在维多利亚同塞舌尔外交部长拉德贡德举行会谈，并拜见了塞舌尔总统拉姆卡拉旺。

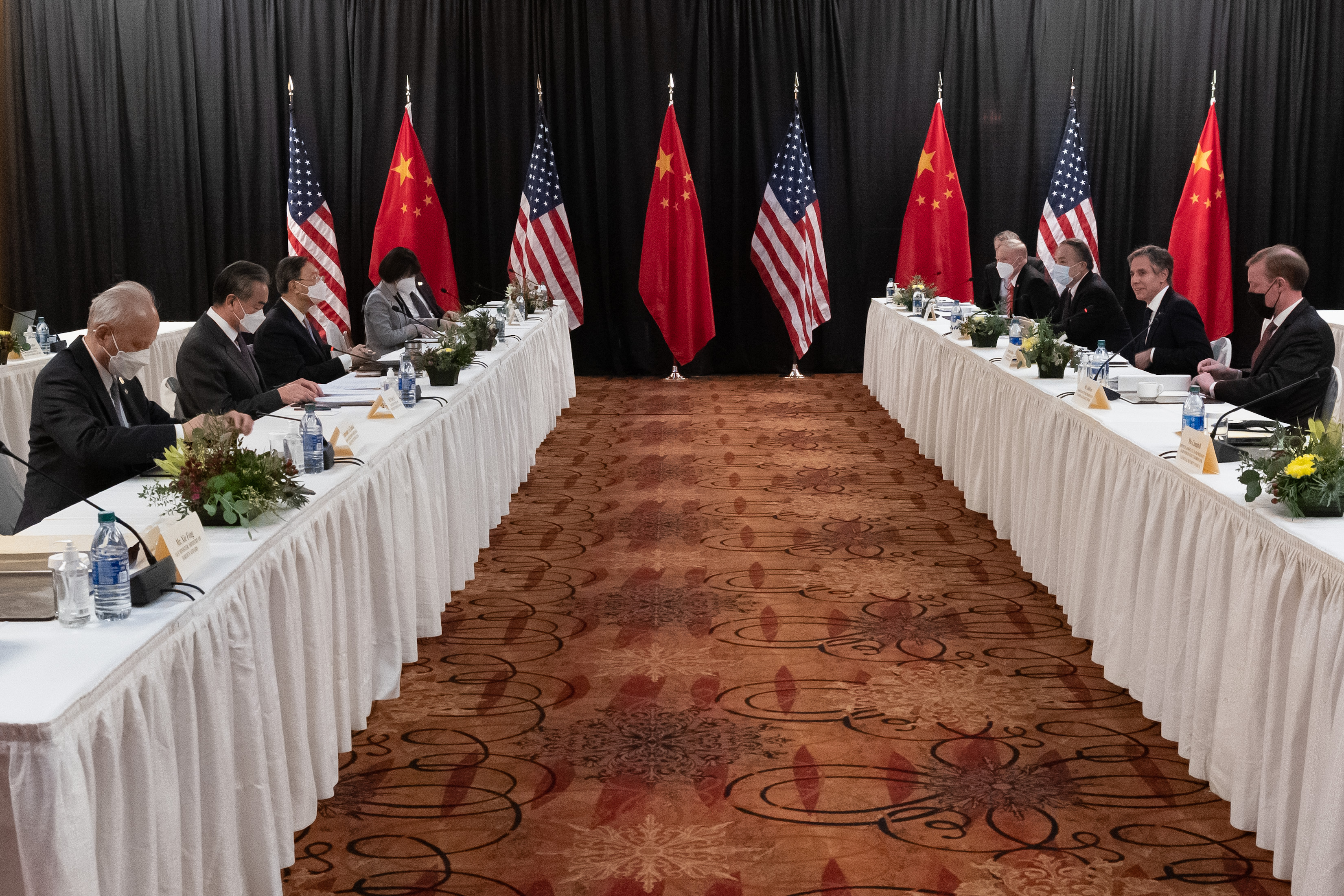
2021年3月18日，中美两国高层会议在美国阿拉斯加举行，左侧第二为王毅

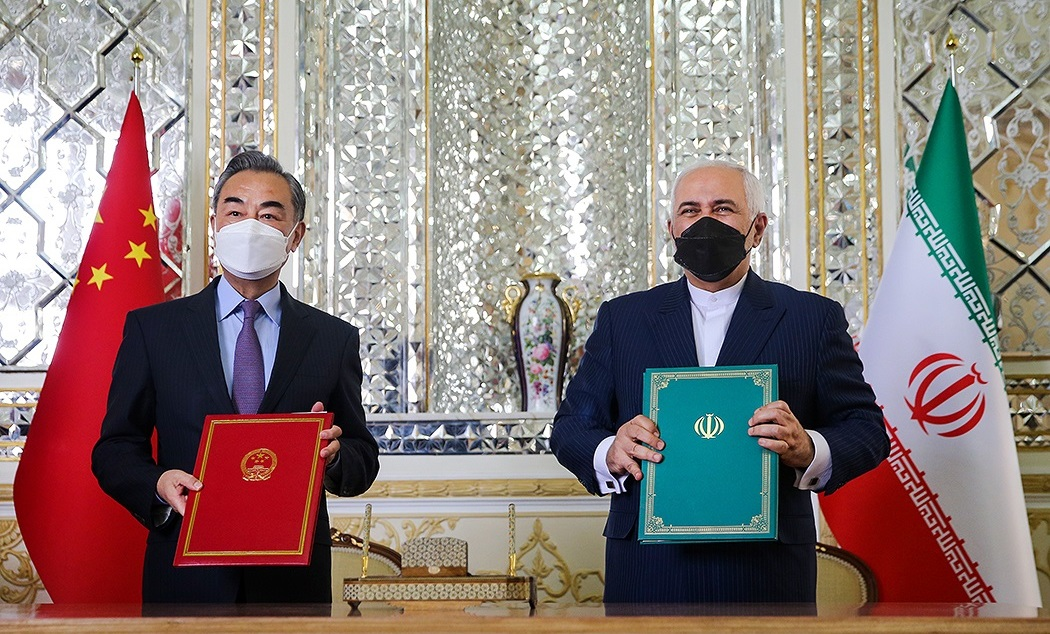
2021年3月27日，中国外交部长王毅同伊朗外长穆罕默德·贾瓦德·扎里夫共同签署《中伊全面合作计划》

2月22日，国务委员兼外长王毅在北京以视频方式出席联合国人权理事会第46届会议高级别会议，并发表题为《坚持以人民为中心 推进全球人权进步》的致辞。
3月7日，十三届全国人大四次会议举行记者会，国务委员兼外交部长王毅宣布外交部将出台外交为民、帮助海外中国公民抗疫新举措（“春苗行动”）。3月18日至19日，中美兩國高層，包括美国国务卿布林肯及白宮國家安全顧問苏利文和中国国务委员兼外交部長王毅及中共中央政治局委员、中央外事工作委员会办公室主任杨洁篪等，在阿拉斯加安克拉治舉行拜登任期內首次面對面會談。3月23日，外长王毅在广西桂林同俄罗斯外长谢尔盖·维克托罗维奇·拉夫罗夫举行会谈。会谈后，两国外长签署《中华人民共和国和俄罗斯联邦外交部长关于当前全球治理若干问题的联合声明》及有关双边合作文件并共同会见记者。3月24日，沙特王储穆罕默德·本·薩勒曼在未来新城会见中国国务委员兼外长王毅。随后王毅同沙特外交大臣费萨尔举行会谈；他还在利雅得会见海合会秘书长纳伊夫，并在利雅得接受阿拉比亚电视台专访。3月25日，他抵达土耳其，与土耳其总统埃尔多安在安卡拉会见。之后他同土耳其外长梅夫吕特·恰武什奥卢举行会谈，双方就中土关系、疫情问题、涉疆问题进行沟通，并表示将协同对接合作。3月27日，王毅抵达伊朗，并在德黑兰会见伊朗总统哈桑·鲁哈尼、伊朗最高领袖顾问拉里贾尼。之后他同伊朗外长穆罕默德·贾瓦德·扎里夫举行会谈，共同签署《中伊全面合作计划》。当晚王毅抵达阿联酋，阿联酋阿布扎比王储哈姆丹·本·穆罕默德·本·拉希德·阿勒马克图姆会见王毅。3月28日，王毅在阿布扎比同阿联酋外长阿卜杜拉举行会谈，双方宣布就健康码互认达成原则一致，共同出席中阿两国合作灌装中国疫苗生产线项目的“云启动”仪式。3月29日，王毅抵达巴林，巴林国王哈马德宴请王毅，随后巴林王储兼首相萨勒曼在麦纳麦会见王毅；随后他同巴林外交大臣扎耶尼举行会谈，双方表示加强“2030经济发展愿景”同“一带一路”倡议对接，拓展两国在贸易、投资、能源、科技、基础设施等领域合作，最后双方签署中巴互设文化中心协定和两国文化合作执行计划。同日王毅在马斯喀特会见阿曼副首相法赫德、阿曼苏丹办公厅大臣苏尔坦。之后他同阿曼外交大臣巴德尔举行会谈，随后双方宣布就签署全面互免签证协定达成一致。会谈前双方共同见证签署中阿政府关于文化、新闻、卫生协定执行规划，并出席郑和纪念碑模型揭幕仪式。
3月31日，王毅返回中国，并在福建南平同新加坡外长维文举行会谈，双方坚持以“东盟方式”为推动缅局势止乱回稳发挥积极作用。4月1日，同马来西亚外长希沙慕丁举行会谈。4月2日，同菲律宾外长洛钦举行会谈。受印度疫情突然恶化影响，4月27日，中国、阿富汗、巴基斯坦、尼泊尔、斯里兰卡、孟加拉国六国外长举行应对新冠肺炎疫情视频会议，王毅主持。会议达成五点重要共识，并形成三个具体成果，包括建立中国南亚国家应急物资储备库、成立中国南亚国家减贫与发展合作中心和举办中国南亚国家农村电商减贫合作论坛。

#### 2022年
王毅於3月24日抵達印度新德里，會見印度外長苏杰生和国安顾问，是自2020年邊境衝突以來最高級別的訪問，被解讀為兩國關係開始解凍的跡象。

### 中央政治局委员兼中央外办主任
2022年10月23日，中共二十届一中全会上，当时69岁的王毅破格当选为中共中央政治局委员，打破了在中共十六大后形成的“七上八下”（在换届时67岁可留任或升任，68岁须离任）的不成文政治慣例。
2022年12月30日，根据第十三届全国人大常委会第38次会议的决定，卸任外交部部长职务，由驻美大使秦刚接任外长。2023年1月1日，王毅在《求是》杂志2023年第一期发表署名文章《矢志民族复兴，胸怀人类命运奋进中国特色大国外交新征程》，作者信息显示王毅已接替杨洁篪出任中央外事工作委员会办公室主任，成为中国最高外交官。

#### 2023年
2023年3月6日，王毅在北京主持召开了中国、沙特阿拉伯和伊朗三方会谈，并于3月10日与沙特国务大臣穆萨伊德·本·穆罕默德·艾班、伊朗最高国家安全委员会秘书阿里·沙姆哈尼共同签署了三方联合声明，声明表示沙特阿拉伯将与伊朗恢复外交关系，王毅表示:“沙伊北京对话取得重要成果，宣布恢复两国外交关系。这是对话的胜利、和平的胜利，为当前动荡不安的世界提供了重大利好消息，传递了明确信号。”
3月12日，王毅在十四届全国人大一次会议后卸任国务委员，专任中央外事工作委员会办公室主任。
7月14日，王毅代替行踪不明的中国外交部长秦刚出席在雅加达举行的第13届东亚外长峰会。

### 再次兼任外交部部长
2023年7月25日，第十四届全国人大常委会第四次会议决定任命王毅为外交部部长，接替任期只有半年多即被免職的秦刚。随后由国家主席习近平根据全国人大常委会的决定签署第八号主席令正式任命。王毅是中華人民共和國外交部史上第一位回任的外長，也是自钱其琛之后首位以中共中央政治局委员兼任的外交部部长。同时王毅继续任中央外办主任。

#### 2024年
2024年7月23日，王毅在北京出席巴勒斯坦各派内部和解对话闭幕式，见证巴勒斯坦14个派别共同签署《关于结束分裂加强巴勒斯坦民族团结的北京宣言》。

#### 2025年
2025年7月2日，王毅親自向歐盟外交與安全政策高級代表卡雅·卡拉斯解釋，由於擔心美國將戰略重心轉向中國，中國不希望俄羅斯輸掉與烏克蘭的戰爭。

## 家庭
夫人钱韦，为中国前外交官钱嘉东之女。钱嘉东曾担任国务院总理周恩来的外事秘书，后出任中国常驻联合国日内瓦代表团大使。 王毅的岳母陈琰曾任外交部亚洲司副司长。

## 荣誉

### 外国勋章奖章
- 北极星勋章（蒙古，2004年7月6日于北京钓鱼台国宾馆颁发[638]）
- 乌拉圭东岸共和国奖章（西班牙语：Medalla de la República Oriental del Uruguay）（乌拉圭，2016年10月7日批准[639]）
- 乌拉圭东岸共和国奖章（西班牙语：Medalla de la República Oriental del Uruguay）（乌拉圭，2018年3月5日批准[640]）